# Indischer Aufstand von 1857
Der Indische Aufstand von 1857, auch Sepoyaufstand genannt, richtete sich gegen die Kolonialherrschaft der Britischen Ostindien-Kompanie über den indischen Subkontinent. Der Aufstand war überwiegend auf das obere Gangestal und Zentralindien beschränkt. Zentren des Aufstands waren Uttar Pradesh, Bihar, der Norden von Madhya Pradesh und die Region um Delhi.
Der Beginn des Indischen Aufstands von 1857 wird meist auf den 10. Mai 1857 datiert. An diesem Tag kam es in Merath zu einem offenen Aufstand von hinduistischen und muslimischen Soldaten gegen ihre britischen Befehlshaber. Die meuternden Truppen zogen nach Delhi ab, das sich bereits am 11. Mai in der Hand der Aufständischen befand. In Delhi kam es wie zuvor in Merath zu Morden an Briten und Eurasiern sowie an Indern, die zum Christentum übergetreten waren. An diesen Massakern waren nicht nur Sepoys, sondern auch Teile der indischen Zivilbevölkerung beteiligt. In den folgenden Wochen und Monaten dehnte sich der Aufstand über Nordindien aus. Einzelne britische Garnisonen wie Lakhnau und Kanpur verteidigten sich dabei – teils mit Hilfe loyal gebliebener Sepoys – mehrere Wochen lang gegen eine Übermacht aufständischer Truppen. Die Ermordung britischer Zivilisten wurde von britischen Truppen als Rechtfertigung für eine Kriegsführung genommen, die bereits von Zeitgenossen als unangemessen grausam und ethisch zweifelhaft bewertet wurde. In der indischen Geschichtsschreibung nimmt Lakshmibai, Rani von Jhansi, eine besondere Rolle ein. Die Fürstin schloss sich dem Aufstand nur zögernd an und entschied sich für eine aktive Unterstützung erst, als sie darin die einzige Möglichkeit sah, den Machtanspruch ihrer Familie zu sichern. Sie fiel am 17. Juni 1858 im Gefecht bei Khota-ki-Serai nahe Gwalior. Der Aufstand war im Laufe des Jahres 1858 bereits weitgehend zu Gunsten der Briten entschieden. 1859 gab es noch einzelne Auseinandersetzungen; der Indische Aufstand endete nach allgemeinem Verständnis erst in diesem Jahr. Nach der Niederschlagung wurde die Ostindien-Kompanie durch den Government of India Act 1858 aufgelöst und Britisch-Indien zu einer formellen Kronkolonie.
Als Auslöser des Aufstands gilt gemeinhin die Einführung des Enfield-Gewehres, dessen Papierpatronen nach einem unter britisch-indischen Streitkräften weit verbreiteten Gerücht mit einer Mischung aus Rindertalg und Schweineschmalz behandelt waren. Da die Patronen vor dem Einsatz aufgebissen werden mussten, stellte ihre Verwendung für gläubige Hindus wie Moslems einen Verstoß gegen ihre religiösen Vorschriften dar. Als eigentliche Ursachen gelten die von der Britischen Ostindien-Kompanie verfolgte Sozial- und Wirtschaftspolitik, durch die weite Teile der indischen Bevölkerung Landrechte, Beschäftigungsmöglichkeiten und Einfluss verloren, die im 19. Jahrhundert zunehmenden Anstrengungen, Indien zu christianisieren, sowie die Annexion indischer Fürstenstaaten durch Anwendung der Doctrine of Lapse. Es besteht in der Geschichtsschreibung kein Konsens, welchem dieser Faktoren ein besonderes Gewicht zukommt. Historiker haben auch in Abhängigkeit ihres eigenen kulturellen, religiösen und politischen Standpunktes die Ursachen des Aufstands sehr unterschiedlich gewichtet.

## Bezeichnung
In der englischen Literatur werden die Ereignisse in Nordindien aus dem Jahre 1857 bis 1859 meistens als Indian Mutiny oder Sepoy Mutiny (engl. mutiny „Meuterei, Befehlsverweigerung“) bezeichnet. Der Begriff sepoy (von pers. sipahi „Soldat“) bezieht sich im engeren Sinne nur auf indische Infanteristen, die in den Armeen der Britischen Ostindien-Kompanie Dienst taten. Im Kontext des Indischen Aufstandes wird die Bezeichnung sepoy auch für die eigentlich als Sawaren bezeichneten indischen Kavalleristen verwendet.
Bereits Zeitgenossen des Aufstands kritisierten, dass die Bezeichnung als „Meuterei“ das Ausmaß der Ereignisse nicht ausreichend wiedergibt, da sich schnell weite Teile der indischen Bevölkerung den meuternden Soldaten angeschlossen hatten. Die Mehrzahl der zeitgenössischen britischen Geschichtsschreiber war sich einig, dass es sich bei den Ereignissen in Indien um mehr als eine Meuterei einiger Regimenter, aber um weniger als eine nationale Revolte handelte. Der zeitgenössische britische Historiker John William Kaye gab dementsprechend seiner für das 19. Jahrhundert maßgebenden dreibändigen Geschichte des Aufstands den Titel History of the Sepoy War in India. Die Dominanz der Bezeichnung mutiny im kollektiven Geschichtsverständnis der Briten ist auf die damals vorherrschende politische Deutung des Aufstandes zurückzuführen. Ein durch die Ereignisse in seinem Selbstverständnis erschüttertes Empire konnte den Schein einer unbescholtenen Integrität besser wahren, wenn es von einer Meuterei statt von einer nationalen Revolte sprach. In der britischen Historiographie ist die Bezeichnung mutiny nach wie vor weitgehend gebräuchlich.
Die indische Geschichtsschreibung lehnt die britische Bezeichnung mutiny überwiegend als wertend ab und betont, dass die Ereignisse den Charakter eines Volksaufstandes hatten. 1909 nannte Vinayak Damodar Savarkar ihn den „ersten indischen Unabhängigkeitskrieg“ („first war of Indian independence“). Eine Reihe von Hindunationalisten verwenden diese Bezeichnung noch heute. Sowohl ein Teil der modernen indischen wie auch die britische Historiographie lehnen die Deutung der Ereignisse als einen Unabhängigkeitskrieg als zu weitgehend ab, da sich die Aufstände auf die nördlichen Gebiete Indiens beschränkten und die übrigen indischen Territorien der East India Company gegenüber loyal blieben.

## Geschichtlicher Hintergrund und Ursachen des Aufstands

### Vorherrschaft der britischen Ostindien-Kompanien in Indien
Im 17. Jahrhundert war das Mogulreich die beherrschende Macht auf dem indischen Subkontinent. Das Mogulreich, das keinen festgefügten Staat, sondern ein Konglomerat aus Reichsprovinzen, untergeordneten Fürstenstaaten und halbautonomen Städten und Dörfern darstellte, war zu dieser Zeit bereits im Niedergang begriffen. Im Zuge dieser Entwicklung begannen viele europäische Mächte, Handelsstationen in Indien zu errichten, um den in Europa aufgekommenen Bedarf an Produkten wie Baumwolle, Chintz, Porzellan, Tee und Seide zu befriedigen. Am erfolgreichsten war dabei die Britische Ostindien-Kompanie, der es gelang, ihre europäischen Konkurrenten bis auf wenige Ausnahmen zu verdrängen. 1693 unterhielt sie Handelsstationen in Madras, Bombay und Kalkutta.
Bis zur Mitte des 18. Jahrhunderts war das Mogulreich in mehrere, sich zum Teil bekriegende Staaten zerfallen. Um ihren Handel in diesem politischen Umbruch zu schützen, begann die Kompanie zunehmend, einheimische Soldaten oder „Sepoys“ zu rekrutieren. Die Kompanie wandelte sich hierbei zunehmend von einer Handels- in eine politische Macht. In den Jahren 1773 und 1784 verabschiedete das britische Parlament Gesetze, die der Kompanie direkte Eingriffe in die inneren Angelegenheiten Indiens erlaubten. Bis 1857 hatte die Kompanie weite Teile des Subkontinents militärisch erobert oder auf unblutigem Wege annektiert. Letzteres geschah meist durch die Doctrine of Lapse, die durch Lord Dalhousie, von 1847 bis 1856 Generalgouverneur von Britisch-Indien, eingeführt wurde. Die Doctrine of Lapse bestimmte, dass jeder Fürstenstaat, dessen Herrscher sich unfähig zeigte oder ohne Erben starb („manifestly incompetent or died without a direct heir“), von der Kompanie zu annektieren sei. Satara (1848), Jaitpur, Sambalpur (1849), Nagpur, Jhansi (1854) und Oudh (1856) fielen so an die Kompanie. Zu Beginn des Aufstandes befanden sich so zwei Drittel des Subkontinents unter direkter britischer Herrschaft, wobei vielerorts allerdings die lokale Macht und die Regelung innerer Angelegenheiten zu großen Teilen in den Händen angestammter Adelsgeschlechter verblieben. Die Annexion von Oudh gilt als einer der Mitauslöser des Aufstands von 1857. Die Britische Ostindien-Kompanie verfolgte in diesem Teil Indiens eine sehr strenge Steuerpolitik, in deren Folge sehr viele Landbesitzer große Teile ihres Besitzes verloren. Mehr als 60 Prozent der indischen Sepoys stammten aus dieser indischen Provinz.

### Rolle des Großmoguls
Obwohl die Mogulen ihren beherrschenden Einfluss auf dem indischen Subkontinent bereits im 18. Jahrhundert verloren hatten, galt der im Roten Fort in Delhi residierende Großmogul sowohl der indischen Bevölkerung als auch den indischen Provinzen und Staaten als nomineller Souverän. Deshalb hatte die Britische Ostindien-Kompanie sich noch zu Beginn des 19. Jahrhunderts auf offiziellen Papieren und Münzen als Vasall des Großmoguls bezeichnet und den in Delhi ansässigen Vertretern der Kompanie die strikte Anweisung gegeben, dem Mogul mit dem Respekt zu begegnen, der dem obersten Herrscher von Hindustan zustand. Ab den 1830er Jahren begann sich die britische Politik in diesem Punkt zu ändern. Bis 1857 demonstrierten eine Reihe von Maßnahmen und Ereignissen dem Großmogul und seinem Hofstaat die zunehmende Bedeutungslosigkeit, die ihnen die Briten beimaßen. So überreichte die Britische Ostindien-Kompanie ab 1832 das zeremonielle Geschenk (als „nazr“ bezeichnet) nicht mehr, das die Verpflichtungen der Kompanie gegenüber dem Großmogul öffentlich unterstrichen hätte. Hochrangige Vertreter der Kompanie verzichteten auf den Antrittsbesuch beim Großmogul, wenn sie in Delhi weilten.
Auf den Rupien, die die Britische Ostindien-Kompanie herausgab, wurde der Name des Großmoguls entfernt und ab 1850 war es allen britischen Untertanen untersagt, vom Großmogul verliehene Titel oder Ehrungen anzunehmen. Der Einflussbereich von Bahadur Shah Zafar II., dem letzten der Großmogule, beschränkte sich auf seinen Palast, das Rote Fort. Ohne die Erlaubnis Thomas Metcalfes, des ranghöchsten Vertreters der Kompanie vor Ort, durfte ihn kein indischer Adeliger aufsuchen. Metcalfe versuchte auch, die Thronfolge zu beeinflussen. Üblich war es, dass der Großmogul unter seinen Söhnen denjenigen bestimmte, der aus seiner Sicht der am meisten geeignete Nachfolger war. Metcalfe versuchte zunächst, die Primogenitur durchzusetzen, und verweigerte dem Sohn, den Bahadur Shah Zafar erwählt hatte, die Anerkennung. Kurz vor Ausbruch des Aufstands verfolgten die Vertreter der Britischen Ostindien-Kompanie jedoch zunehmend die Strategie, durch Anwendung der Doctrine of Lapse mit dem Tod von Bahadur Shah Zafar die Herrschaftslinie erlöschen zu lassen. Dies hatte zur Folge, dass eine Reihe von Würdenträgern am Hof des Großmoguls bereit war, die Aufständischen zu unterstützen.

### Militärkräfte
Die britische Ostindien-Kompanie unterhielt zu Beginn des Aufstands in ihren drei Präsidentschaften Bombay, Madras und Bengalen jeweils eine Armee. Insgesamt betrug die Kopfstärke dieser drei Armeen 246.000 Mann; lediglich 14.000 dieser Männer waren Europäer. Gleichzeitig waren in Indien verschiedene Regimenter der britischen Armee stationiert, so dass weitere 31.000 britische Soldaten auf dem indischen Subkontinent Dienst taten. In Bengalen, einem der Zentren des Aufstands, waren zum Zeitpunkt des Ausbruchs des Aufstands insgesamt 23.000 britische und 136.000 indische Soldaten stationiert. Die britischen Soldaten absolvierten ihren Dienst jedoch überwiegend in der Region von Punjab, die kurze Zeit zuvor militärisch erobert worden war.

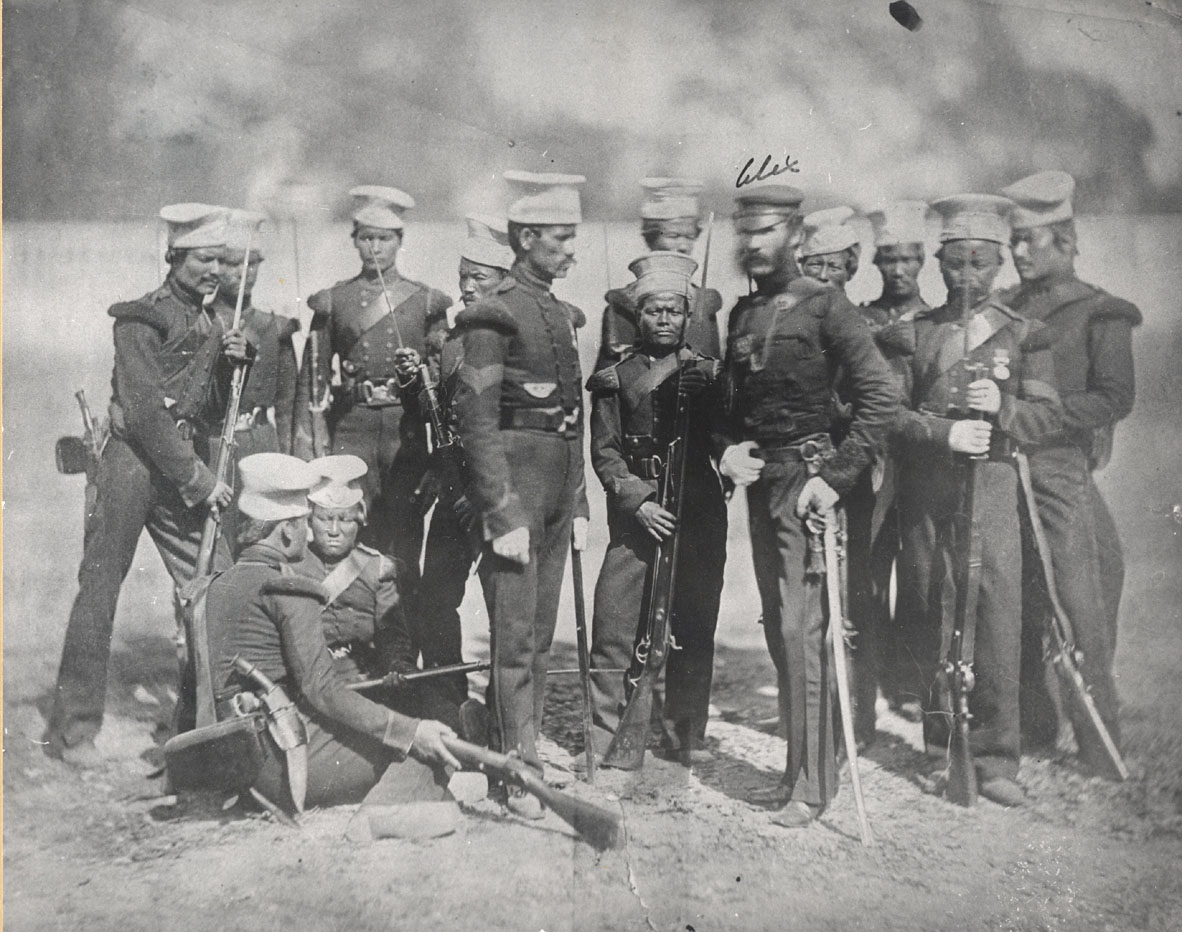
Britischer Offizier (5. von rechts) mit Gurkha-Soldaten, Foto von 1857

Ausgangspunkt des Aufstands waren die Infanterie-Einheiten der Armee von Bengalen. Die Infanterie-Einheiten dieser Armee setzten sich – anders als bei den Armeen von Madras und Bombay – zum größten Teil aus Mitgliedern der höheren Hindu-Kasten (Brahmanen und Kshatriya) zusammen. Kavallerie und Artillerie hatten einen deutlich höheren Muslim-Anteil. Da die Briten befürchteten, dass die Hindu-Soldaten Kastenbelange wichtiger nähmen als ihre Dienstpflicht, sah die Handelskompanie in dieser Konzentration eine Bedrohung der militärischen Disziplin. Um sicherzustellen, dass sie über moderne, schlagkräftige Truppen verfügte, die sie überall in Asien einsetzen konnte, nahm die Britische Ostindien-Kompanie zunehmend weniger Rücksicht auf Kastenbelange und erweiterte die Rekrutierungsbasis um Gurkhas und Sikhs. Letzteres traf insbesondere bei brahmanischen Sepoys auf starke Ablehnung. Im Jahr 1856 gebot der General Service Enlistment Act neuen indischen Rekruten den Dienst auch außerhalb Indiens. Mit Rücksicht auf Sepoys der höheren Hindu-Kasten war der Dienst im Ausland bis zu diesem Zeitpunkt freiwillig, da sie nach herkömmlicher Auffassung ihre Kastenzugehörigkeit verloren, wenn sie offenes Meer überquerten.
Sowohl für Brahmanen als auch Kshatriyas war der Militärdienst eine der wenigen verbliebenen Verdienstmöglichkeiten, die als ehrenhaft galten. Viele der Sepoys entstammten Familien, die ihren Lebensunterhalt nicht mehr aus dem Ertrag ihres Landbesitzes bestreiten konnten. Die verschlechterte wirtschaftliche Situation der Brahmanen und Kshatriyasa hatte der Britischen Ostindien-Kompanie die Möglichkeit gegeben, den Sold, der etwa sieben bis neun Rupien pro Monat betrug, seit der Jahrhundertwende nicht mehr anzupassen. Seitdem hatten sich die Lebenshaltungskosten fast verdoppelt. Während der Eroberungsfeldzüge konnten Sepoys ihr Gehalt noch durch Plünderungen aufbessern. Die militärische Eroberung war jedoch in den 1850er Jahren weitgehend abgeschlossen. Gleichzeitig standen den Sepoys nur sehr wenige Aufstiegsmöglichkeiten in der Armee von Bengalen offen und diese wurden nach Seniorität und nicht nach Leistung vergeben. Der Historiker Saul David weist darauf hin, dass Unzufriedenheit mit Sold und Beförderungsmöglichkeiten für viele Armeen charakteristisch sind. Bei der Armee von Bengalen handelte es sich jedoch um eine Berufsarmee, die von Männern befehligt wurden, die einer anderen Kultur und einer anderen Religion angehörten. Loyalität zwischen Untergebenen und Befehlshabern besteht in solchen Armeen nur, solange die Vorteile eines loyalen Dienstes die Nachteile überwiegen. Für die Sepoys war dies nach Ansicht von Saul David im Jahre 1857 nicht länger gegeben. Trotzdem dienten rund 30.000 Sepoys während des Aufstands loyal in den britischen Streitkräften.

### Versuchte Christianisierung
Bis zum Beginn des 19. Jahrhunderts hatte die Britische Ostindien-Kompanie Christianisierungsversuche in ihrem indischen Einflussbereich weitgehend unterbinden können. Dies geschah primär, weil sich die Britische Ostindien-Kompanie bewusst war, dass eine versuchte Christianisierung in Indien ihre wirtschaftlichen Interessen beeinträchtigen könnte. Eine grundsätzliche Toleranz in religiösen Fragen und Offenheit gegenüber der anderen Kultur zeigten sich auch daran, dass gegen Ende des 18. und Beginn des 19. Jahrhunderts zahlreiche Briten einen von ihren indischen Nachbarn inspirierten Lebensstil und gelegentlich auch deren Glauben annahmen. Eheliche Verbindungen zwischen Briten und Indern waren verbreitet.

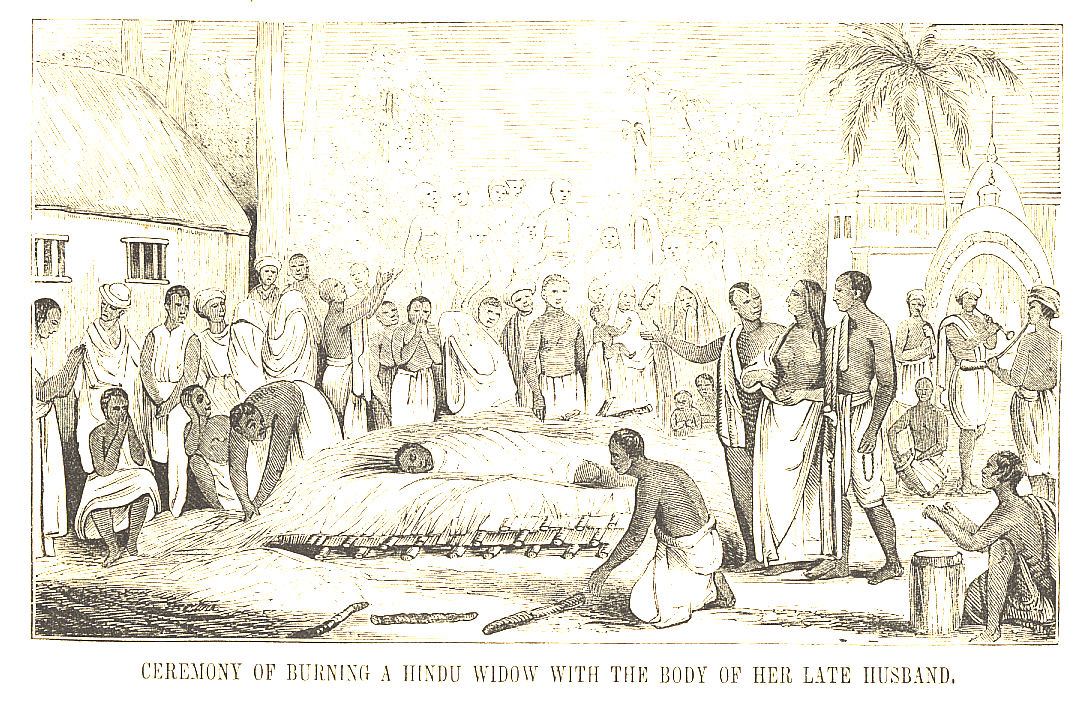
Die Witwenverbrennung war eines der Rituale, gegen das die Briten im Verlaufe des 19. Jahrhunderts energisch vorgingen.

In christlichen Kreisen entwickelte sich Kritik an bestimmten Ausprägungen des Hinduismus (Kastenwesen, Witwenverbrennung). In insgesamt 837 Petitionen, unterzeichnet von knapp einer halben Million Briten, forderten christliche Gruppen unter Führung von William Wilberforce vom britischen Parlament, die Missionierung in Indien zu ermöglichen:

„Die Einwohner der bevölkerungsreichen Regionen Indiens, die einen großen Teil des Britischen Imperiums darstellen, befinden sich in einem äußerst beklagenswerten Zustand moralischer Verwerfnis und sind dem Einfluss abscheulichen und erniedrigenden Aberglaubens ausgesetzt. Sie haben einen Anspruch auf das Mitgefühl und den mildtätigen Dienst britischer Christen.“

So lautete einer der Petitionstexte. Das britische Parlament verabschiedete 1813 einen neuen East India Act, der grundsätzlich Missionierung in Indien gestattete und erstmals einen Bischof für Indien ernannte. Die Christianisierungskampagne in Indien begann nur langsam. 1832 befanden sich erst 58 Missionare in Indien. Erst in den 1840er und 1850er Jahren kam neben den Missionaren eine zunehmende Anzahl von Briten nach Indien, die das Land nicht nur verwalten, sondern den indischen Lebensstil reformieren und die indische Bevölkerung zum christlichen Glauben bekehren wollte. Nach Ansicht der Historiker Hermann Kulke und Dietmar Rothermund war für diese Briten neben christlichem Sendungsbewusstsein enorme Selbstgerechtigkeit und Überheblichkeit gegenüber der indischen Kultur charakteristisch.: Der als Justizminister nach Indien entsandte Lord Macaulay war überzeugt, dass die ganze Literatur des Orients nicht so viel wert sei wie das, was „in den Büchern stehe, die in einem einzigen Regal einer europäischen Bibliothek zu finden seien“. Der in Delhi seit 1852 missionierende Reverend Midgley John Jennings predigte unter anderem während des größten Hindufestes Kumbh Mela zu den am Gangesufer versammelten Hindupilgern und bezeichnete deren Glauben als „satanisches Heidentum“. Sein ungeschickter Missionseifer löste nicht nur in der indischen Presse Kritik aus, sondern stieß auch bei vielen Europäern auf Unwillen. Reverend Jennings fand jedoch sowohl unter britischen Zivilisten wie unter Militärs zahlreiche Nachahmer. Der britische Bezirksrichter von Fatehpur ließ Steinsäulen errichten, auf denen die Zehn Gebote in Englisch, Urdu, Hindi und Persisch eingemeißelt waren, und nahm sich die Zeit, zwei oder drei Mal wöchentlich den Einheimischen auf Hindi aus der Bibel vorzulesen. Einzelne britische Offiziere nutzten ihre Befehlsgewalt und erteilten den ihnen Unterstellten in ähnlicher Weise Religionsunterricht, um sie zum christlichen Glauben zu bekehren. Es gab Reformversuche gegen das Kastenwesen, und indischen Familien wurde untersagt, zum christlichen Glauben übergetretene Angehörige von der Erbfolge auszuschließen. Die rituelle Witwenverbrennung wurde 1829 per Gesetz verboten; zu Beginn der 1850er Jahre wurde es Witwen gesetzlich erlaubt, sich wieder zu verheiraten. Die britische Verwaltung machte Landschenkungen an Tempel und Moscheen rückgängig, wenn sich dafür ein Anlass bot, obwohl eine große Anzahl der Moscheen, Koranschulen und Sufischreine auf die Pachtzahlungen aus diesen Landschenkungen angewiesen waren, um sich zu finanzieren. Allein in Delhi enteigneten die Briten insgesamt neun Moscheen. Einen besonderen Affront für gläubige Inder stellten die Einzelfälle dar, in denen Tempel oder Moscheen zerstört wurden, weil sie Straßenprojekten im Wege standen, enteignetes Land Missionaren übergeben wurde, damit sie dort Kirchen errichten konnten, oder christlichen Gruppen konfiszierte Moscheen übergeben wurden, um sie in Kirchen umzuwandeln.
Der Reformeifer der Briten störte das labile Gleichgewicht zwischen Oberherrschaft und Nichteinmischung empfindlich und schuf ein Umfeld, in dem Indern zunehmend Gerüchte glaubwürdig erscheinen mussten, dass Briten auf eine vollständige Christianisierung des indischen Halbkontinents abzielten. Auch das Gerücht, dass die Papierpatronen des neuen Enfield-Gewehr gezielt mit Rindertalg imprägniert waren, damit Soldaten ihrer Zugehörigkeit zur Hindugemeinschaft verlustig gehen würden, musste vor diesem Hintergrund als glaubwürdig erscheinen.

## Verlauf

### Vorläufer
Indische Soldaten hatten vor 1857 mehrfach gemeutert, wenn britische Befehle zur Folge hatten, dass sie gegen ihre religiösen Verpflichtungen verstießen: Vor der Meuterei in Velur im Jahre 1806 befahlen britische Offiziere indischen Soldaten unter anderem das Tragen einer Uniform, bei der einzelne Bestandteile aus Leder gefertigt waren. Das Tragen von Rinderleder war jedoch für Hindus ein Sakrileg. Sie sollten außerdem im Dienst auf den Stirnpunkt verzichten. In der nachfolgenden Meuterei starben auf britischer Seite 129 Personen. Von den meuternden Soldaten kamen 350 ums Leben. Weitere 19 wurden nach der Niederschlagung des Aufstands hingerichtet. 1824 führte ein ähnliches Ignorieren der religiösen Verpflichtungen indischer Soldaten zu einer Meuterei, in deren Folge erneut britische Soldaten ums Leben kamen, indische Soldaten zum Tode verurteilt wurden und ein indisches Regiment aufgelöst wurde. Neben diesen beiden weithin bekannten Befehlsverweigerungen hatten sich mehrfach Meutereien in kleinerem Maßstab ereignet, die zu einem Teil der Öffentlichkeit unbekannt blieben.

### Auslöser

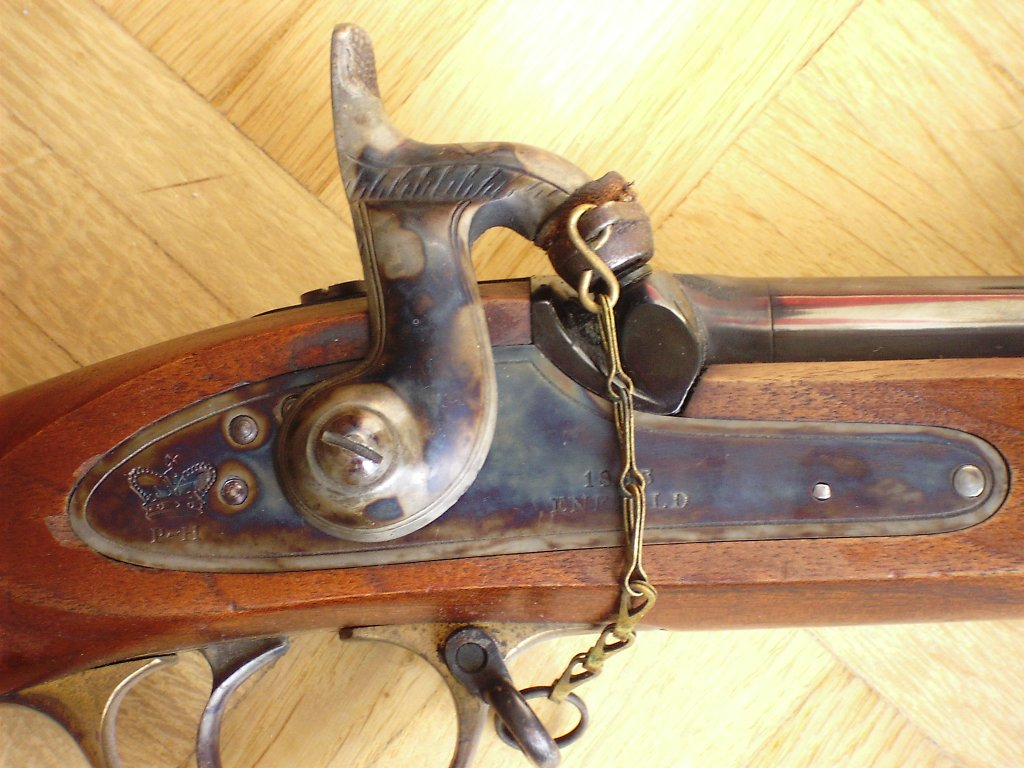
Schloss der 3-Band-Enfield von 1853

Der Beginn des Aufstands steht in einem engen zeitlichen Zusammenhang mit der Abschaffung der Brown-Bess-Muskete, die durch das moderne Enfield-Gewehr ersetzt werden sollte. Diese Vorderlader-Büchse verschoss Papierpatronen, deren gefalztes Ende gemäß britischem Exerzierreglement vor dem Laden mit den Zähnen abgebissen werden musste. Um die Patronen mit dem Schwarzpulver vor Feuchtigkeit zu schützen und eine geringere Verschmutzung der Waffe beim Schießen zu erreichen, mussten Papierpatronen mit Fett imprägniert werden. Innerhalb der britisch-indischen Streitkräfte war spätestens ab Januar 1857 weitläufig das Gerücht verbreitet, die Patronen seien mit einer Mischung aus Rindertalg und Schweineschmalz behandelt worden. Gläubigen Hindus und Moslems musste dies gleichermaßen als schwerer Affront erscheinen. Tatsächlich scheint es zu Beginn vereinzelt eine Verwendung von Schweineschmalz und Rindertalg gegeben zu haben. Dieser Fehler wurde von der Britischen Ostindien-Kompanie aber durchgängig abgestellt, sobald man sich seiner bewusst wurde. Für die Patronen wurde danach eine Mischung aus Bienenwachs und Butterschmalz (Ghee) oder Hammelfett verwendet und den Sepoys wurde erlaubt, die Patronen selber einzufetten. Alle vertrauensbildenden Maßnahmen blieben ohne Wirkung. Wie die Befragung von befehlsverweigernden indischen Soldaten in Barakpur im Februar 1857 zeigte, misstrauten die indischen Soldaten mittlerweile auch der papierenen Patronenummantelung, deren ungewohnte Glätte und Schimmer sie ebenfalls auf eine Behandlung mit Fett zurückführten.
Bereits im Januar, als das Gerücht erstmals auftrat, war es in diversen Garnisonen in Nord- und Ostindien vereinzelt zu kleineren Brandstiftungen gegen britische Einrichtungen gekommen. Im Februar verweigerten die Sepoys des 19. Regiments der Bengal Native Infantry (BNI) in Baharampur den Befehl, die neuen Patronen zu benutzen. Zu ersten Gewalttätigkeiten kam es am 29. März 1857, als in Barrackpur nördlich von Kolkata der Sepoy Mangal Pandey des 34. Regiments der BNI einen Adjutanten und den britischen Feldwebel seines Regiments angriff und schwer verwundete. Die beiden britischen Soldaten überlebten vermutlich nur, weil ein indischer Soldat muslimischen Glaubens eingriff und Mangal Pandey zeitweilig außer Gefecht setzte. Indische Soldaten hinduistischen Glaubens dagegen waren während des Übergriffs ihres Kameraden gegenüber den britischen Vorgesetzten inaktiv geblieben. Pandey wurde zum Tode verurteilt und am 8. April gehängt. Am 30. März wurde das 19. und am 6. Mai das 34. Regiment entwaffnet.

### Meuterei der Garnison in Merath
Am 7. Mai 1857 verweigerten 85 von 90 zu einer Schießübung beorderte Sepoys der 3rd Bengal Light Cavalry der Garnison in Merath die Nutzung der neu ausgegebenen Enfield-Gewehre. Sie begründeten dies damit, dass sie sonst ihre Kastenzugehörigkeit verlören und nicht mehr zu ihren Familien zurückkehren könnten. Die Befehlsverweigerer wurden bereits am nächsten Tag zu 10 Jahren Zwangsarbeit verurteilt. Am 9. Mai ließ der befehlshabende Offizier alle in Merath anwesenden indischen und europäischen Truppenteile auf dem Paradefeld antreten. In Anwesenheit ihrer Kameraden wurden die 85 verurteilten indischen Soldaten ihrer Uniformen entledigt und in Fußfesseln gelegt. Sowohl das Urteil als auch die öffentliche Degradierung wurde auch von einigen britischen Offizieren als unnötig harsch eingestuft.
Zum offenen Aufstand kam es am Spätnachmittag des 10. Mai. Bereits bei diesen ersten Gewaltakten, in deren Verlauf fünfzig europäische Soldaten, Zivilbeamte, Frauen und Kinder massakriert wurden, waren neben indischen Soldaten auch indische Zivilisten beteiligt. Die in Merath stationierten europäischen Truppen konnten weder verhindern, dass die verurteilten Sepoys von den Aufständischen befreit wurden, noch dass die meuternden Truppen in Richtung des 60 Kilometer entfernt liegenden Delhi abzogen.

### Ausbruch des Aufstands in Delhi

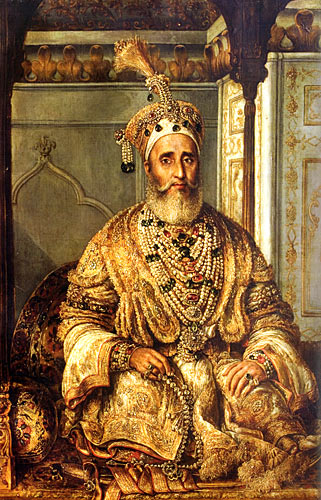
Bahadur Shah II. auf einem Gemälde um 1854

Der Einflussbereich des 82-jährigen Bahadur Shah Zafar II., des letzten der Großmogule, beschränkte sich auf seinen Palast, das Rote Fort in Delhi. Trotz dieses geringen Einflusses galt er sowohl der indischen Bevölkerung als auch den indischen Provinzen und Staaten als nomineller Souverän. Delhi war daher der Ort, an dem sich die aufständischen Truppen sammelten.
Etwa 20 indische Kavalleristen trafen am 11. Mai gegen 7 Uhr morgens vor dem Palast ein und forderten den Großmogul auf, den Aufstand zu unterstützen. Der Großmogul ließ ihre Forderung unbeantwortet und sandte nach dem britischen Befehlshaber seiner Leibwache, der die aufständischen Soldaten aufforderte, sich außerhalb der Stadtmauern zu versammeln, während man ihr Anliegen untersuchen werde. Wenig später kam es an den Stadttoren zu ersten Kämpfen, die sich schnell auf das ganze Stadtgebiet ausdehnten. Ein Vorkommnis am Kaschmirtor zeigt exemplarisch, wie rasch sich der Aufstand ausweitete. Als Reaktion auf die Meldung, dass Kavalleristen aus Merath in Delhi für Unruhe sorgten, war das 54. indische Regiment am Morgen des 11. Mai von dem etwa 3 Kilometer nördlich liegenden Militärcamp nach Delhi kommandiert worden. Beim Einmarsch des Regiments durch das Kaschmirtor in die Stadt erschossen aufständische Kavalleristen vier der britischen Offiziere. Als die überlebenden Offiziere den ihnen unterstellten indischen Soldaten befahlen, das Feuer zu erwidern, schossen diese lediglich in die Luft und attackierten anschließend gemeinsam mit den Sawars die Offiziere.
Im Verlauf des Nachmittags stellte sich der Großmogul an die Spitze des Aufstands. Nach den späteren Schilderungen von Hofbeamten und anwesenden indischen Adeligen geschah dies, um die mehreren Hundert bewaffneten und erregten Soldaten zu beruhigen, die sich im Roten Fort vor den Privatgemächern des Großmoguls versammelt hatten. Die Unterstützung der Aufständischen wurde nicht von allen Angehörigen des Hofes des Großmoguls geteilt. Die britische Seite wurde unter anderem von Zafars Lieblingsfrau Zinat Mahal unterstützt, die damit auch die Hoffnung verbunden haben mag, dass die Briten die Thronfolge ihres Sohnes Jawan Bakht sichern würden. Jawan Bakht übernahm im Gegensatz zu seinem älteren Halbbruder Mirza Mughal während des Aufstands niemals eine aktive Rolle.
Am Abend des 11. Mai war Delhi vollständig in den Händen der Aufständischen. Indische Soldaten und Zivilisten hatten den gesamten Tag über gezielt die Häuser der in Delhi lebenden Europäer, Eurasier und christianisierten Inder aufgesucht, geplündert und gebrandschatzt und die Einwohner erschlagen. Diejenigen, die die ersten Übergriffe überlebten, flohen in kleinen isolierten Gruppen aus der aufständischen Stadt. Die meisten von ihnen versuchten, britische Militärstützpunkte in der Umgebung von Delhi zu erreichen. Auf ihrer Flucht fanden sie gelegentlich Schutz und Hilfe durch Inder, häufig waren sie sowohl den Übergriffen indischer Zivilbevölkerung als auch herumstreifender Truppenteile ausgesetzt. Die Brutalität der Übergriffe diente den Briten später als Rechtfertigung ihrer nicht weniger grausamen Vergeltungsmaßnahmen. In einem häufig angeführten Vorfall fand eine Gruppe von etwa 52 unbewaffneten Männern, Frauen und Kindern zunächst für einige Tage Schutz im Roten Fort. Am 16. Mai jedoch wurden sie trotz der Proteste des Großmoguls in einem Hof des Roten Forts von muslimischen Bediensteten des Hofes mit dem Schwert hingerichtet.

### Ausweitung des Aufstands
Der Aufstand dehnte sich ausgehend von Delhi auf den größten Teil Nord- und weite Teile Zentralindiens aus. Zu den aufständischen Zentren zählten neben Delhi Lakhnau, Kanpur, Jhansi, Bareli, Arrah und Jagdishpur. Die Aufständischen fanden häufig Unterstützung bei indischen Fürsten; viele der indischen Fürsten unterstützten allerdings in den Auseinandersetzungen die Briten, da eine Umwälzung der sozialen Ordnung ihre Machtbasis gefährdete.
In dem Machtvakuum, das nach dem Zusammenbruch britischer Oberherrschaft entstand, kam es auch innerhalb der indischen Bevölkerung zu Unruhen und Übergriffen. Betroffen waren vor allem Geldverleiher und Kaufleute, denen vorgeworfen wurde, bislang von der britischen Herrschaft profitiert zu haben. Bei den Zivilisten, die sich den aufständischen Soldaten anschlossen, handelte es sich nach zeitgenössischen britischen Berichten um „badmashes“ oder Kleinkriminelle; häufig dürfte es sich jedoch bei den Beteiligten um Angehörige der ärmsten indischen Schichten gehandelt haben, die mit den Plünderungen einen relativen Wohlstand zu erreichen versuchten.
Die jeweiligen britischen Kräfte vor Ort waren in den ersten Wochen des Aufstands häufig nur unzureichend über die Ereignisse in Delhi und anderen Garnisonsorten informiert: Telegraphenverbindungen waren teilweise unterbrochen und Boten erreichten die anderen Garnisonsstädte häufig nicht. Viele der britischen Offiziere waren von der Loyalität der ihnen unterstellten indischen Truppen überzeugt und bezweifelten, dass diese sich dem Aufstand anschließen würden, oder waren davon überzeugt, durch entschiedenes Handeln jegliche Meuterei im Keim ersticken zu können. Andere gingen davon aus, dass meuternde Truppen sehr schnell nach Delhi, dem Zentrum des Aufstands, abziehen würden. Trotz Unterschieden in den Details gleicht der jeweilige Aufstandsverlauf dem in Delhi: Indische Soldaten wandten sich zunächst gegen ihre eigenen Offiziere, indische Zivilisten schlossen sich den aufständischen Soldaten an und in der Folge kam es zur Ermordung britischer Militärangehöriger und europäischer und eurasischer Zivilisten.
Drei Ereignisse sind für die britische und indische Geschichtsschreibung besonders signifikant. Das Massaker in Kanpur an wehrlosen britischen Frauen und Kindern galt Zeitgenossen wie dem angesehenen Historiker Sir George Trevelyan als „die schrecklichste Tragödie unseres Zeitalters“ oder „das größte Desaster für unsere Rasse“. Der Widerstand der Belagerten in Lakhnau wird bis heute in der britischen Geschichtsschreibung als heldenhaft verehrt. In Indien verehrt man dagegen die Rani von Jhansi, die sich an die Spitze aufständischer Truppen stellte, als Volksheldin. Der jeweilige Ablauf dieser drei Ereignisse ist wegen ihrer Signifikanz im Folgenden detaillierter dargestellt.

#### Massaker in Kanpur

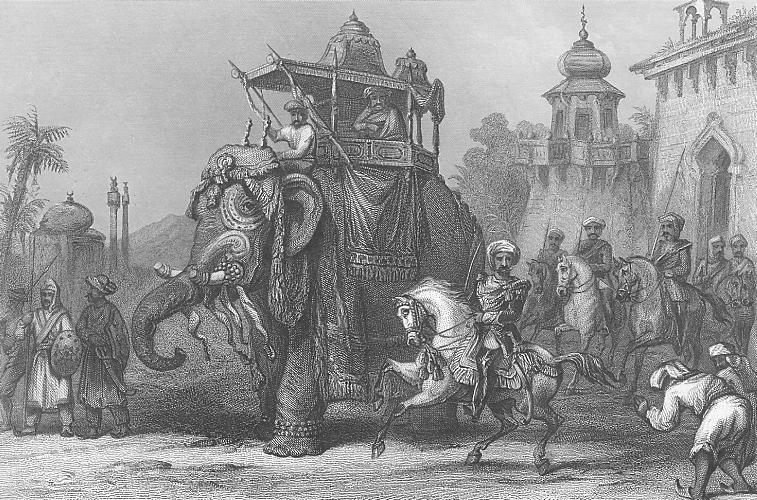
Nana Sahib zieht mit seiner Eskorte den aufständischen indischen Truppen entgegen.

Den Aufstand in Kanpur führte der etwa 35-jährige Brahmane Nana Sahib an, ein Adoptivsohn von Baji Rao II., dem letzten Peshwa von Pune. Pune zählte zu den bedeutenderen Marathen-Fürstentümern, sein Herrscher Baji Rao war von den Briten entthront und in Bithur exiliert worden. Er erhielt von den Briten bis zu seinem Tode 1851 eine großzügige jährliche Pensionszahlung, die seinem Adoptivsohn und Erben Nana Sahib verweigert wurde. Nach dem Ausbruch des Aufstands baten Aufständische Nana Sahib, eine führende Rolle im Aufstand zu übernehmen. Nach anfänglichem Zögern wollte er zunächst die Sepoy-Truppen auf ihrem Weg nach Delhi anführen. Mitglieder seines Hofes brachten ihn jedoch davon ab, sich als hochrangiger Hindu dem muslimischen Großmogul in Delhi zu unterstellen. Nach der Beendigung des Aufstands gefundene Papiere legen nahe, dass Nana Sahib in Erwägung zog, nicht nur den Thron seines Adoptivvaters zurückzuerobern, sondern auch angrenzende Fürstentümer zu seinen Vasallen zu machen. Die Eroberung der an der Grand Trunk Road zwischen Delhi und Benares liegenden Stadt Kanpur sollte dazu der erste Schritt sein.
Die in Kanpur stationierten indischen Truppen umfassten 1857 drei Infanterieregimenter und eine Kavallerie sowie eine Kompanie Artillerie und damit etwa 3.000 Mann. Etwa 300 britische Soldaten taten in Kanpur Dienst. Überzeugt davon, dass aufständische Truppen sehr schnell nach Delhi abziehen würden, hatte der befehlshabende Generalmajor Hugh Wheeler wenige Anstrengungen unternommen, seine Garnison für eine mögliche Belagerung herzurichten. Als sich die Anzeichen für einen Aufstand mehrten, zogen sich die in der Stadt lebenden Europäer und Eurasier hinter die Schanzeinrichtungen der Garnison zurück. In der Nacht des 5. Juni kam es dann zum Aufstand; er erfasste sehr schnell alle indischen Truppen in Kanpur. In der Garnison waren zu diesem Zeitpunkt knapp 1000 Menschen versammelt. Neben den 300 europäischen Soldaten zählten dazu etwa weitere 100 europäische Männer, 80 loyal gebliebene Sepoys, 400 Frauen und Kinder und eine Reihe indischer Bediensteter. Die Verteidiger verfügten über ausreichend Musketen und Munition, aber nur wenig Artillerie.

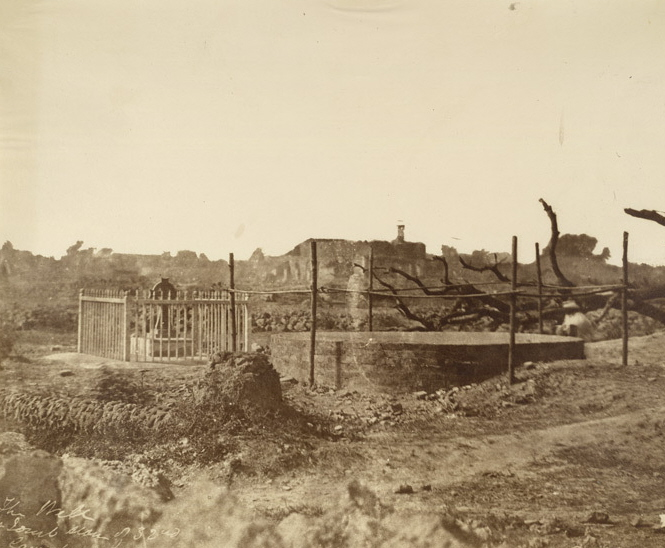
Der Brunnen in Kanpur, in den die Körperteile der erschlagenen britischen Frauen und Kinder geworfen wurden

Der Beschuss der Garnison durch die aufständischen Truppen führte sehr schnell zu hohen Verlusten unter den dort Verbarrikadierten. Keines der Garnisonsgebäude war ausreichend stabil gebaut, um gegen Artilleriebeschuss zu bestehen, so dass die Belagerten nirgendwo Schutz vor dem Bombardement fanden. Es fehlte an Wasser und Nahrungsmitteln. In der Hoffnung auf Verstärkung aus Lakhnau hielten die Belagerten bis zum 25. Juni durch. Danach nahmen sie das Kapitulationsangebot von Nana Sahib an, das ihnen einen ungehinderten Abzug mit Booten nach Allahabad in Aussicht stellte. Während die Briten am Gangeshafen Sati Chowra die Boote bestiegen, eröffneten indische Truppen das Feuer. Die britischen Männer, die das Feuergefecht überlebten, wurden nahezu alle an Ort und Stelle umgebracht. Es überlebten dagegen etwa 125 Frauen und Kinder. Sie wurden nach Kanpur als Gefangene zurückgebracht, wo sie gemeinsam mit anderen Frauen und Kindern, überwiegend Flüchtlinge der Belagerung von Fatehgarh, im Bibighar eingesperrt wurden.
Als sich britische Truppen unter Befehl von Henry Havelock Kanpur näherten, ließ Nana Sahib am 16. Juli die nach Kanpur gebrachten Frauen und Kinder hinrichten. Da sich seine Truppen dieser Tat verweigerten, wurden im Basar von Kanpur Metzger requiriert, die die noch lebenden 73 Frauen und 124 Kinder mit Schwertern, Äxten und Beilen erschlugen. Die Körperteile wurden zum größten Teil in einen Brunnen geworfen. Die britischen Truppen trafen einen Tag nach diesem Vorfall in Kanpur ein und fanden an der Stelle der Massenexekution noch Kleiderreste, Haare und einzelne Körperteile. Der Vorfall war für die britischen Truppen der Anlass, den bislang schon sehr grausam geführten Vergeltungsfeldzug mit noch größerer Härte zu führen.

#### Belagerung von Lakhnau
Anders als in Kanpur war der Oberbefehlshabende von Lakhnau, Sir Henry Lawrence, sehr früh davon ausgegangen, dass auch diese Stadt vom Aufstand betroffen sein werde. In Lakhnau waren das 32. Regiment der britischen Armee sowie vier Regimenter der britischen Ostindien-Kompanie stationiert; Lawrence wagte es jedoch nicht, diese vier Regimenter zu entwaffnen, weil er befürchtete, dass dies der zündende Funken für den Ausbruch des Aufstands würde. Bereits ab dem 23. Mai ließ er Nahrungsmittel einlagern. Seine eigene Residenz und 16 daran angrenzende Gebäude boten bessere Verteidigungsmöglichkeiten als die eigentliche Garnison, so dass er sie für eine Belagerung vorbereiten ließ, indem Bastionen errichtet und Verteidigungsgräben gezogen wurden. Dort verschanzten sich 855 britische und 712 indische Offiziere und Soldaten sowie insgesamt 1.433 britische Zivilisten. Unter den Zivilisten befanden sich Hunderte von Frauen und Kindern.

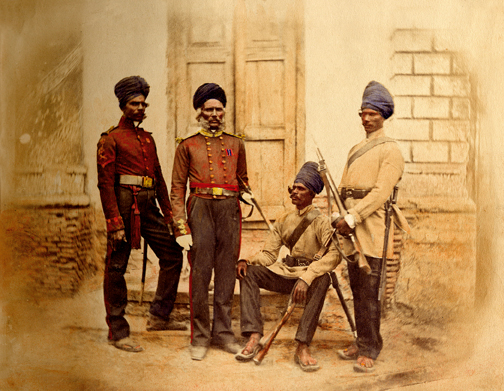
Soldaten aus Madras, die unter Colin Campbell im November 1857 Lakhnau zurückeroberten

Die meisten der in Lakhnau stationierten indischen Truppen meuterten ab dem 30. Mai, dem muslimischen Fest des Fastenbrechens. Die intensive Belagerung der Residenz durch etwa 8.000 Sepoys und mehrere Hundert indische Zivilisten begann jedoch erst am 30. Juni 1857. Henry Lawrence hatte zuvor noch versucht, die aufständischen Truppen in einer offenen Schlacht zu stellen. Diese Entscheidung erwies sich als Fehler. Auf Seiten der Briten fielen 172 Europäer und 193 Inder, bevor sie sich wieder in die Garnison zurückziehen konnten. Auf Grund der schlechten hygienischen Bedingungen brachen in der Residenz sehr bald Cholera und Ruhr aus, die ähnlich viele Opfer forderten wie der Beschuss durch die aufständischen indischen Truppen. Durchschnittlich starben täglich mehr als 20 der Belagerten; viele der Opfer waren Kinder. Henry Lawrence erlag bereits zu Beginn der Belagerung einer Schussverletzung. Ende August verteidigten nur noch 650 Mann die Garnison; weitere 120 waren zu krank oder zu verletzt, um sich an der Verteidigung zu beteiligen. Von den Frauen und Kindern lebten nur noch 450.
Am 25. September konnten von Sir Henry Havelock und Sir James Outram geführte Truppen die belagerte Residenz verstärken. Ursprüngliches Ziel von Havelock und Outram war ein Entsatz der belagerten Residenz. Die Truppen erlitten aber bei der Annäherung an die belagerte Residenz so hohe Verluste, dass dieses Vorhaben aufgegeben werden musste. Aus Sicht von Sir Colin Campbell, dem neuen Oberbefehlshaber in Indien, war die Befreiung von Lakhnau von so hohem strategischen und symbolischen Wert, dass er seine Militärkräfte darauf konzentrierte. Dem britischen Zivilbeamten Thomas Henry Kavanagh gelang es in der Nacht vom 9. November, sich durch die indischen Linien zu schleichen und Campbell einen Plan zu überbringen, auf dem die Positionen der indischen Truppen eingezeichnet waren. Auf Grund dieser Informationen umging Campbell Lakhnau zunächst in weitem Bogen und griff dann von Osten aus an, wo die aufständischen Truppen weniger stark konzentriert waren. Die Einnahme von Lakhnau gelang, so dass am 18. November die Belagerten aus Lakhnau evakuiert werden konnten. Die britischen Kräfte waren jedoch zu schwach, um die Stadt zu halten, und Lakhnau wurde erneut den Aufständischen überlassen.
Die Verteidigung der Residenz, an der sowohl britische Soldaten als auch Zivilisten gleichermaßen Anteil hatten, wird in der britischen Geschichtsschreibung als beispielhaft couragiert und heldenhaft in Ehren gehalten. Zur Legendenbildung trug bei, dass während der gesamten Belagerung ununterbrochen ein Union Jack über der Residenz flatterte. Mehreren der Verteidiger wurde später das Victoria-Kreuz, die höchste britische Tapferkeitsauszeichnung verliehen, weil sie in verschiedenen Ausfällen versuchten, Teile der Artillerie der Belagerer auszuschalten.

#### Jhansi

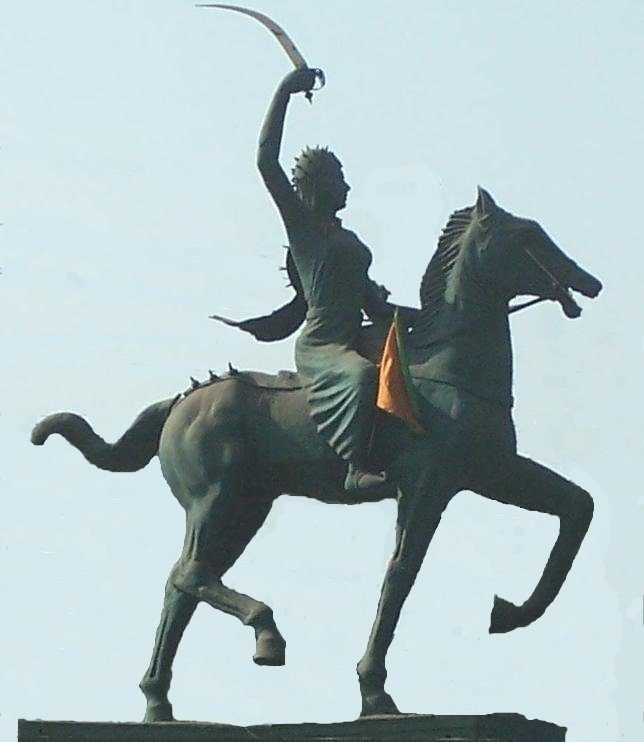
Denkmal zu Ehren der Rani von Jhansi, Lakshmibai in Agra

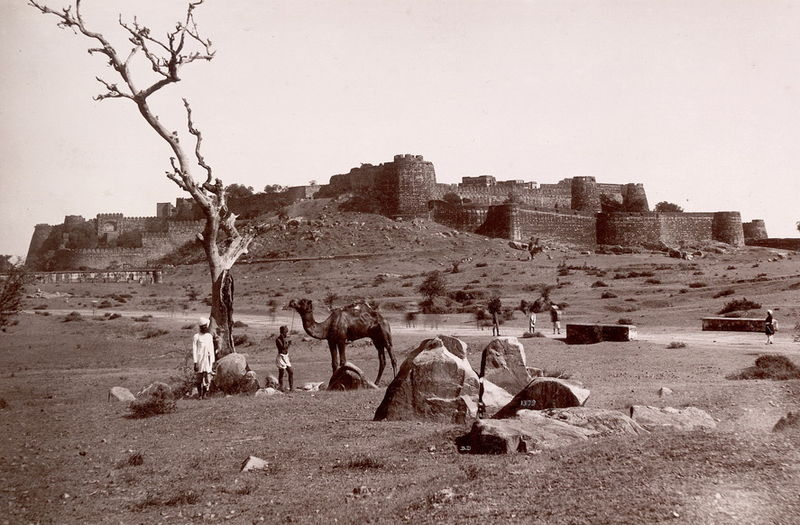
Die Festung von Jhansi, Foto aus dem Jahre 1882

Lakshmibai war als Vierzehnjährige mit dem deutlich älteren Raja von Jhansi Gangadhar Rao verheiratet worden. Aus der Verbindung ging ein Sohn hervor, der sehr jung starb. Kurz vor seinem Tode adoptierte Gangadhar Rao einen Sohn, der ihm auf den Thron nachfolgen sollte. Bis zu seiner Volljährigkeit sollte Lakshmibai für ihn die Regentschaft ausüben. Entsprechend der Doctrine of Lapse annektierte jedoch Lord Dalhousie nach dem Tode des Raja auch diesen Fürstenstaat. Die entthronte Rani durfte weiterhin im Palast residieren und erhielt eine großzügig bemessene Pension. Die Rani protestierte gegen diese Behandlung in London; ihrem Einspruch wurde jedoch nicht stattgegeben. Unter den in Jhansi lebenden Briten stand die Rani in hohem Ansehen. Als sich die vor Jhansi stationierten indischen Soldaten im Juni 1857 dem Aufstand anschlossen, stellten sich die dort lebenden Europäer und Eurasier unter ihren Schutz. Die Rani konnte jedoch nicht verhindern, dass die meisten von ihnen im Juni 1857 von aufständischen indischen Soldaten ermordet wurden. Gegenüber den Briten leugnete die Rani jegliche Rolle in dem Massaker und betonte ihre Loyalität.
In den folgenden Monaten drangen Truppen benachbarter Fürstenstaaten in ihr Gebiet ein. Nachdem ihre Appelle um britische Hilfe vergeblich geblieben waren, verteidigte sie ihren Fürstenstaat erfolgreich mit Hilfe aufständischer Truppen gegen die Invasoren. Als im März 1858 britische Truppen auf Jhansi zumarschierten, um auch dort für die an Europäern und Eurasiern begangenen Massaker Rache zu nehmen, entschied sie sich, die Festung Jhansi an der Spitze der Aufständischen zu verteidigen. Der indische Rebellenführer Tantya Tope kam ihr mit einer Truppe von 22.000 Mann zu Hilfe. Auf Grund taktischer Fehler wurden am 1. April die Truppen unter Führung von Tantya Tope in der Schlacht am Betwa von einer zahlenmäßig deutlich unterlegenen britischen Truppe unter Hugh Rose, 1. Baron Strathnairn geschlagen. Jhansi wurde am 3. Oktober von den Briten eingenommen. Dabei kamen mehr als 3.000 Inder ums Leben. Bei den meisten der Opfer handelte es sich um unbewaffnete Zivilisten. Der Rani von Jhansi gelang es, gemeinsam mit ihrem Adoptivsohn und fünfzig Anhängern die Stadt zu verlassen, bevor die Briten sie festsetzen konnten. Am 22. Mai griffen britische Truppen die Festung Kalpi an. Die Rani von Jhansi führte persönlich den Gegenangriff indischer Truppen, die auch in dieser Schlacht unterlagen. Erneut gelang der Rani gemeinsam mit anderen Anführern des Aufstands wie Tantya Tope, dem Nawab von Banda und Rao Sahib, dem Neffen von Nana Sahib, die Flucht. In Gwalior konnten sie die dort stationierten indischen Truppen überreden, sich dem Aufstand anzuschließen. Der den Briten loyal gebliebene Maharaja Sindhia floh aus dem Distrikt. Sir Hugh Rose war mit seinen Truppen den Fliehenden gefolgt. Am 16. Juni erreichte er die Außenbezirke der Stadt Gwalior. Am 17. Juni kam die Rani von Jhansi bei einem Kavalleriegefecht ums Leben. Nach einem Augenzeugenbericht trug sie die Uniform eines Sowars und griff einen der britischen Reiter an. Dabei wurde sie selber vom Pferd geworfen und verletzt, vermutlich durch einen Säbelhieb des britischen Kavalleristen. Sie schoss noch mit einer Pistole auf ihren Angreifer. Dieser tötete sie jedoch mit einem Gewehrschuss.

### Gegenangriff der Briten

#### Truppenstärke der Briten
Viele Inder verhielten sich in den ersten Wochen des Aufstands neutral, weil sie eine schnelle und aggressive britische Militärreaktion erwarteten. Diese blieb aus, weil in den ersten Wochen nach dem Ausbruch des Aufstands die gesamte zur Verfügung stehende britische Militärstärke aus fünf Regimentern bestand, die alle benötigt wurden, um die wichtigsten britischen Militärstandorte zu schützen. Eine Rückeroberung Delhis durch die Briten unterblieb zunächst, weil es an Truppen und Artillerie fehlte. Die wenigen mobilen Einsatztruppen, die die Briten bilden konnten, bestanden neben regulären britischen Truppen zum Teil aus Freiwilligen aus Benares und Allahabad, einigen Sikh-Regimentern, jungen Eurasiern aus den Militärwaisenhäusern in Madras sowie strafversetzten Soldaten aus Kalkutta. Sie wurden durch Krankheiten und die Hitze in ihrer Kampffähigkeit erheblich beeinträchtigt. Während der Schlacht um Kanpur am 16. Juli, bei der die britischen Soldaten Gewaltmärsche in der größten Mittagshitze absolvieren mussten, fielen mehr als 100 von ihnen allein auf Grund der unerträglichen Hitze in Ohnmacht. Der erste Versuch, Lakhnau zurückzuerobern, musste abgebrochen werden, weil Henry Havelock kurz vor Lakhnau nur noch über 700 einsatzfähige Männer verfügte.
Den ersten Sieg der Briten seit Beginn des Aufstands errang Henry Havelock beim Vormarsch auf Kanpur am 12. Juli 1857. Im August 1857, als der neue Oberbefehlshaber Canning in Kalkutta eintraf, hatten die Briten mehrere wichtige taktische Siege errungen. Andere Schlachten wie in Chinug und Sasia hatten die aufständischen Truppen für sich entscheiden können. Delhi, Agra und Lakhnau wurden nach wie vor von aufständischen Truppen belagert. Aufstände hatte es in Jhansi, Nowgong, Banda, Gwalior, Indore, Mhow, Sagar und Sehore gegeben. Weite Teile von Bundelkhand, Bhopal und Sagar sowie Nerbudda waren in der Hand von Aufständischen. In Teilen von Zentralindien behielten die Briten nur dank eines schnellen Abzugs von aufständischen Truppen nach Delhi die Oberhand. Auf indischer Seite fehlte es während der ersten Monate, als sie den Aufstand für sich hätten entscheiden können, an einem konzertierten und abgestimmten Vorgehen gegen die Briten. Negativ wirkte sich für die indische Seite aus, dass sie über keine Offiziere verfügte, die Erfahrung im Führen größerer Truppen hatten oder in Schlachttaktik ausgebildet waren. Den Briten gelang es daher häufig, zahlenmäßig weit überlegene aufständische Truppen zu schlagen. Die britischen Truppen waren außerdem besser ausgerüstet. Auf britischer Seite kam überwiegend das Enfield-Gewehr zum Einsatz, das der älteren Bess-Brown-Muskete in Reichweite und Treffgenauigkeit deutlich überlegen war.
Die Briten benötigten mehrere Monate, um ausreichend Truppen zusammenzuziehen, um den Aufstand wirksam niederschlagen zu können. Mehrere schottische Regimenter, eigentlich auf eine Militärmission nach China entsendet, wurden nach Kalkutta umgeleitet. Andere Truppen wurden aus Birma und den loyalen Provinzen in die aufständischen Regionen Indiens versetzt. Nepal schickte Gurkha-Soldaten, um die Briten zu unterstützen, und insbesondere im Panjab wurden Sikhs angeworben. Auch etliche Fürsten blieben entweder neutral oder wurden Verbündete der Briten im Kampf gegen die Rebellen, da sie sich keine Rückkehr der Mogulen wünschten. Die so genannten Bombay- und Madras-Armeen der Britischen Ostindien-Kompanie blieben letztlich loyal. Im Jahr 1858 verfügten die Briten in Bengalen insgesamt über 46.400 britische und 58.000 indische Soldaten und damit über ausreichend Kräfte.

#### Form der britischen Kriegsführung

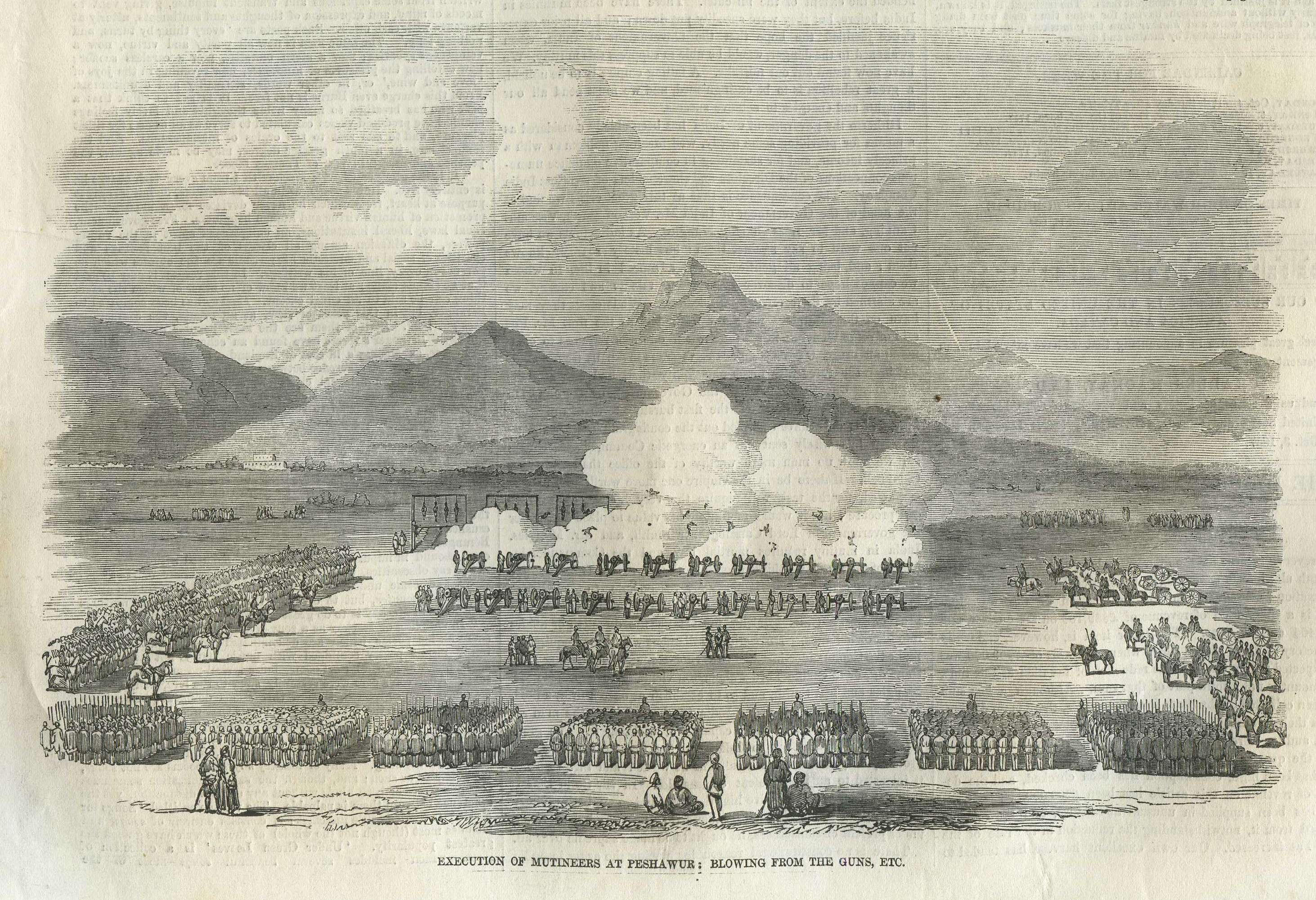
Zeichnung aus der Illustrated London News des gleichen Jahres. Hinrichtung durch Kanonen und Hängen

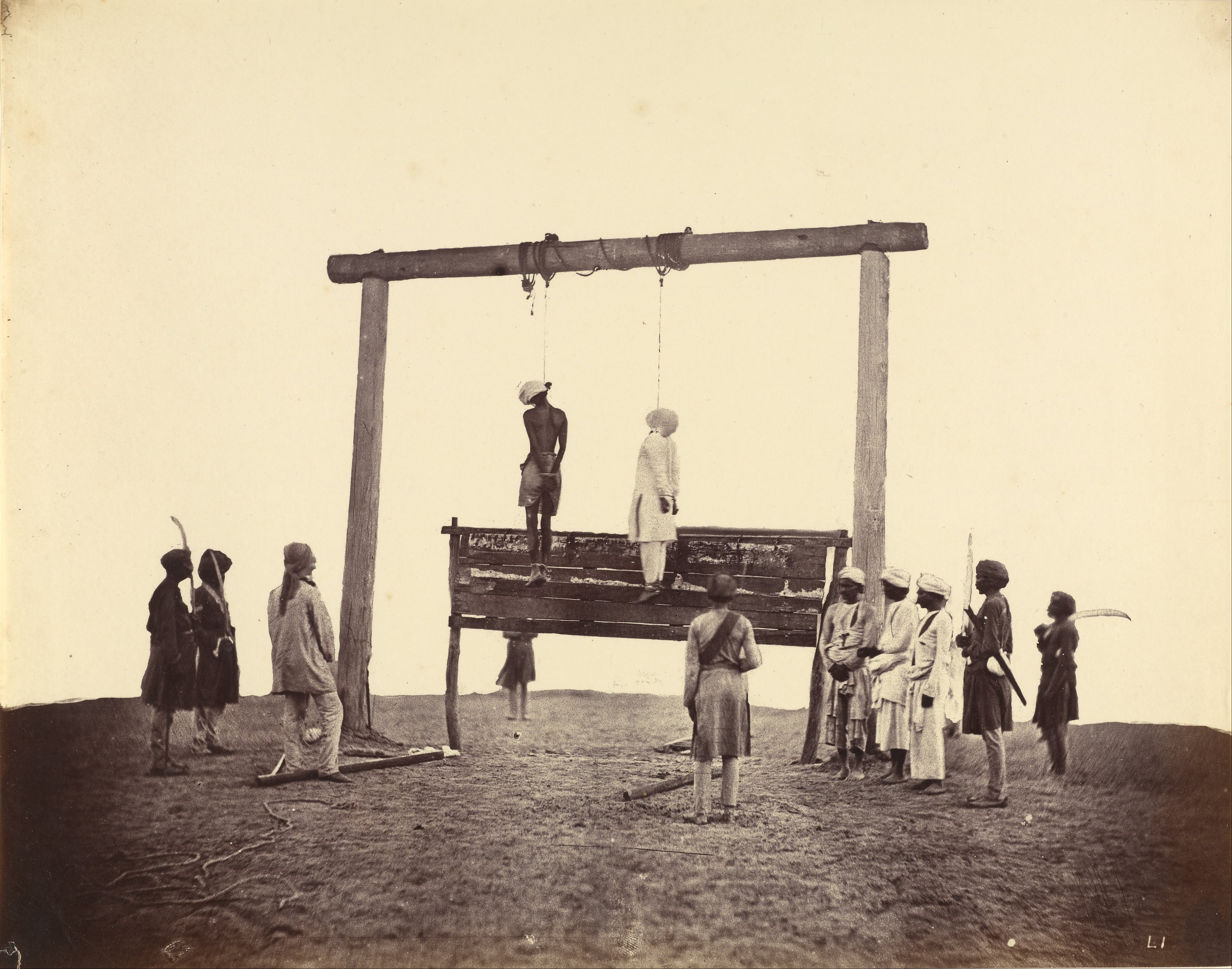
Gehängte indische Rebellen

Der Umstand, dass es im Zuge der Erhebung zu Morden an britischen Zivilisten gekommen war, ließ die britischen Militäraktionen zu einem Rachefeldzug werden. Als „sei die Ermordung von britischen Frauen und Kindern nicht genug“, hatten zeitgenössische Berichte detailliert von Vergewaltigungen und Folter an britischen Frauen und Kindern während des indischen Aufstands berichtet. Sie ergingen sich dabei in so blutrünstigen Details, dass Christopher Herbert die Darstellungsform als für viktorianische Verhältnisse ungewöhnlich explizit und halb pornographisch beschreibt. Die zugeschriebenen Folterungen und Vergewaltigungen erwiesen sich bei den anschließenden Untersuchungen nach der Niederschlagung des Aufstands zwar als nahezu vollständig haltlos, die vorgeblichen Vorfälle waren jedoch der Anlass für brutale Vergeltungsmaßnahmen. Die Löwenherzen unserer Soldaten gieren nach Rache an diesen blutdürstigen Verbrechern ist einer der charakteristischen Sätze, die britische Soldaten an ihre Familie nach Hause schrieben. „Bestraft“ wurden Inder unabhängig von Geschlecht und Alter und ihrer Beteiligung an dem Aufstand. Britische Offiziere ließen es zu, dass die von ihnen geführten britischen und indischen Truppen vergewaltigten und folterten, förderten teilweise dieses Vorgehen und nutzten dabei Rivalitäten zwischen einzelnen indischen Ethnien aus. Insbesondere Sikhs nahmen häufig grausame Rache an aufständischen Sepoys, die wenige Jahre zuvor während des Sikh-Krieges noch für die Briten gegen sie gekämpft hatten. Die meisten der Kriegsverbrechen wurden jedoch entweder direkt von Briten oder auf ihren Befehl begangen. Typisch ist das Beispiel von Kanpur, wo am Morgen nach der Rückeroberung der Stadt die Disziplin innerhalb der britischen Truppen weitgehend zusammenbrach. Angestachelt von Alkohol, dem Anblick des blutverschmierten Bibighars und den Gerüchten über die Schändung britischer Frauen fielen britische Soldaten über den indischen Teil der Stadt her, um dort zu plündern und zu vergewaltigen. Der über die Untaten entsetzte Henry Havelock ließ daraufhin sämtlichen Alkohol in Kanpur aufkaufen und das Lager seiner Truppen etwas weiter außerhalb der Stadt errichten. Britischen Soldaten, die sich an Plünderungen beteiligten, drohte er mit der Erhängung. Allerdings wurde diese Strafe nur über einen einzigen britischen Soldaten verhängt.
Während der Rückeroberung wurden Dörfer niedergebrannt, wobei die britischen Truppen den Tod von Alten und Kindern in Kauf nahmen, und es kam zu Massenerhängungen und -erschießungen. Viele Briten berichteten in ihren Briefen nach Hause von der stoischen Ruhe, mit der Sepoys zu ihrer Hinrichtung gingen, und schrieben diese der Gewissheit der Sepoys zu, dass sie als Moslems nach dem Tode ins Paradies aufgenommen werden würden beziehungsweise als Hindu mit ihrer Wiedergeburt rechneten. Zunehmend legten britische Soldaten Wert darauf, dass die Verurteilten vor ihrer Hinrichtung gedemütigt und zu Handlungen gezwungen wurden, die den religiösen Pflichten ihrer jeweiligen Religion widersprachen. Moslems wurden gezwungen, vor ihrer Hinrichtung Schweinefleisch zu essen oder wurden mit Schweinefett eingeschmiert. Hindus wurden begraben statt verbrannt, wie es ihre Religion forderte, und mussten vor ihrer Hinrichtung ihr Grab selbst schaufeln. Auch die Anwendung einer traditionellen Hinrichtungsweise der Mogule, bei der die zum Tode verurteilten vor Kanonen gebunden und mit einem Schuss zerrissen wurden, hatte zum Ziel, die religiösen Gefühle der Verurteilten zu verletzen. Offiziere wie James Neill, den der zeitgenössische Politiker George Trevelyan als ein „Monster“ bezeichnete, das verantwortlich für mörderische Vergeltungsmaßnahmen sei, zwangen Hindus, Teile des blutverschmierten Bibighars mit ihrer Zunge rein zu lecken. Als Sir Colin Campbell am 3. November 1857 Kanpur erreichte, war eine seiner ersten Handlungen, diese Form der Strafen als „unwürdig eines englischen Namens und einer christlichen Regierung“ zu verbieten.

#### Rückeroberung von Delhi

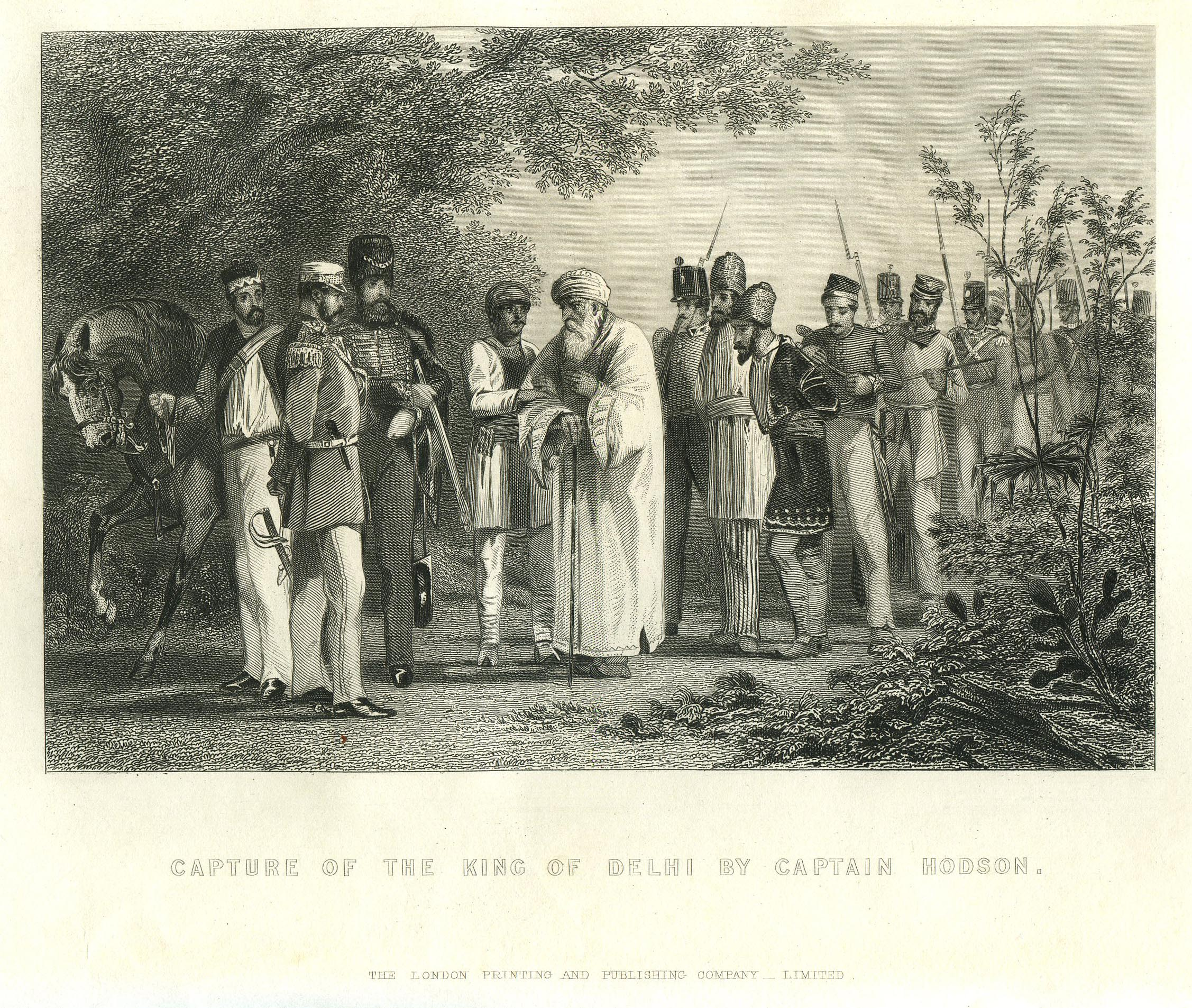
Die Gefangennahme des Großmoghuls am 19. September 1857

Die Niederschlagung der Aufständischen durch die Briten konzentrierte sich im Wesentlichen auf drei Schauplätze: Die Hauptverbindungsstraße, die durch Kanpur und Lakhnau in den Süden von Oudh führte, Zentralindien sowie die Region um Delhi. Delhi hatte als Zentrum des Aufstands eine besondere symbolische Bedeutung, da hier mit Bahadur Shah Zafar II. das nominelle Oberhaupt des Aufstands residierte und sich hier die meisten der aufständischen Truppen versammelt hatten. Anfang August 1857 befanden sich zwischen 30.000 und 40.000 aufständische Sepoys in der Stadt.
Auf dem Höhenkamm gegenüber der nordwestlichen Stadtmauer hatte sich die britische Delhi Field Force verschanzt. Obwohl sie nur über 7.000 Mann verfügte, von denen über ein Viertel wegen Krankheit, Verwundung und Erschöpfung nicht einsatzfähig war, gelang es den Briten, ihre Position zu halten. Die aufständischen Sepoys hatten ihre Gegner mit Artilleriebeschuss und einer Serie couragierter Angriffe zermürbt und ihnen hohe Verluste zugefügt. Es kam jedoch nie zur Eroberung der britischen Position – nach Ansicht vieler moderner Historiker lediglich, weil es den indischen Aufständischen an geeigneten und allseits akzeptierten militärischen Führern mangelte.
Die Ausdauer der Briten sorgte im aufständischen Delhi zunehmend für Unruhe, da absehbar war, dass britische Truppen bald die auf dem Höhenkamm Verschanzten verstärken würden. Mehr als 10.000 der aufständischen Truppen verließen zwischen dem 21. und 25. August die Stadt. Britische Verstärkung traf am 4. September ein und am 14. September begann die Rückeroberung von Delhi, die sich bis zum 20. September hinzog. Das Versteck von Bahadur Shah Zafar II. auf dem Areal des Humayun-Mausoleums wurde von seinem Schwiegersohn verraten und der Großmogul von dem britischen Offizier William Hodson gefangen genommen. Zwei seiner Söhne sowie einer seiner Enkel wurden unmittelbar nach der Gefangennahme von William Hodson erschossen. In Delhi wiederholten sich die brutalen Vergeltungsmaßnahmen der britischen Seite. Die Stadt wurde außerdem systematisch geplündert.

#### Ende des Aufstands

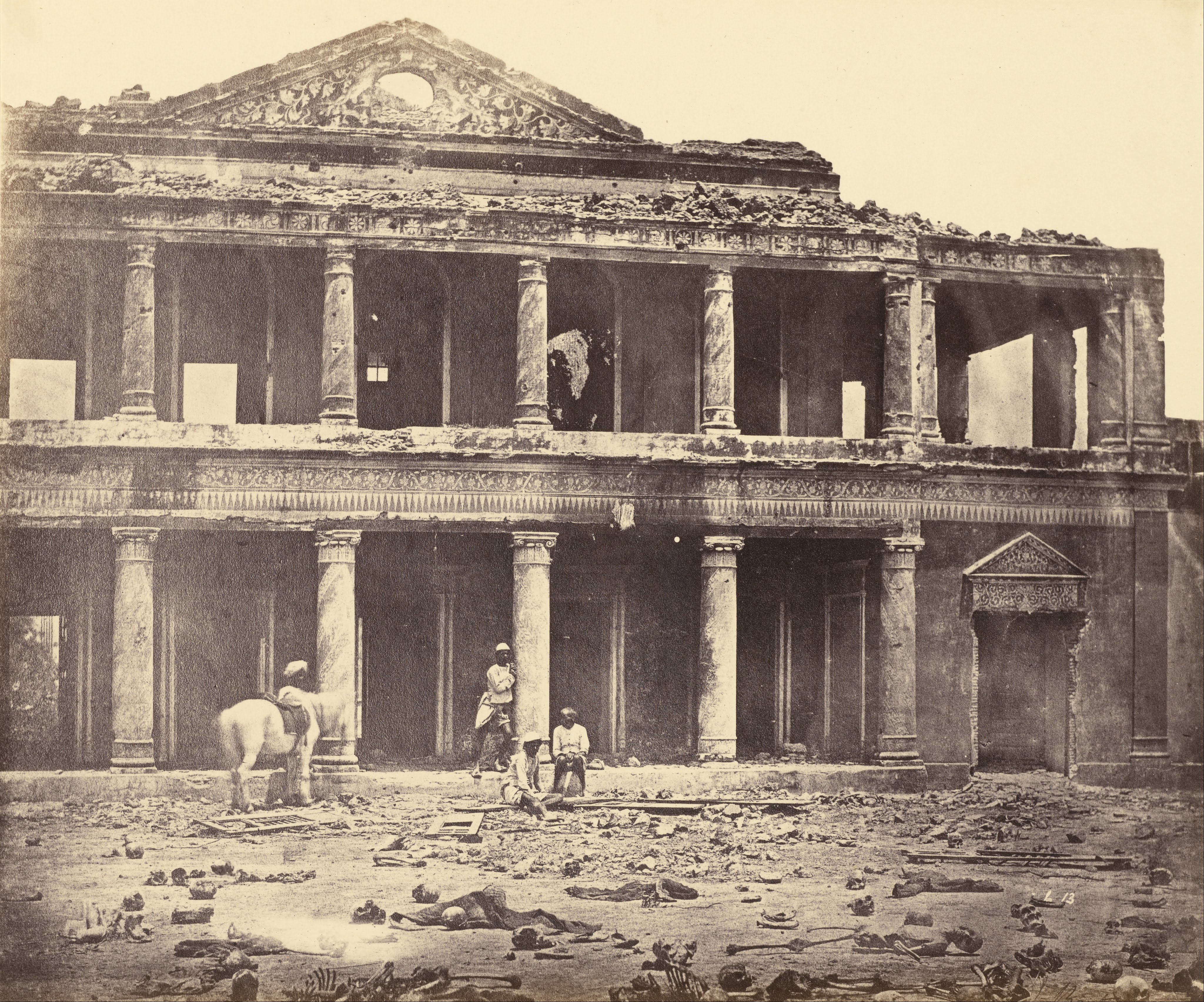
Sikandar Bagh in Lakhnau nach der Erstürmung durch britische Truppen, Aufnahme von Felice Beato, März 1858 – Im Innenhof liegen die verwesten Leichen indischer Aufständischer.

Es gibt keinen Konsens, welche militärische Auseinandersetzung den Wendepunkt darstellt, ab dem die Briten sich einer vollständigen Niederschlagung des Aufstands sicher sein konnten. Die Rückeroberung Delhis durch die Briten war aus britischer Sicht ein wesentlicher Meilenstein zur Befriedung Indiens. Die aufständischen Truppen waren danach weitgehend segmentiert und das südöstlich von Delhi gelegene Oudh wurde zum neuen Zentrum des Aufstands. Nach der erfolgreichen Befreiung der belagerten Residenz Lakhnau in dieser Region im November 1857 zog sich Colin Campbell mit seinen Truppen nach Unao zurück. Er zog dort über die nächsten Wochen die stärkste britische Armee zusammen, die bis zu diesem Zeitpunkt in Indien versammelt war, und verfügte schließlich über 164 Kanonen und 31.000 Mann.
Trotz dieser großen Truppenstärke und der britischen Siege kam es im November 1857 zu einer erneuten Belagerung Kanpurs. In Kanpur war seit der Rückeroberung ein neues Fort angelegt worden, um gegebenenfalls einer erneuten Belagerung standhalten zu können. Das Oberkommando über die Truppen in Kanpur oblag seit dem 9. November 1857 General Charles Ash Windham, der Mitte November über 1.700 Soldaten verfügte. Tantya Tope, der als einer der fähigsten indischen Militärführer des Aufstands gilt, obwohl er über keine militärische Ausbildung verfügte, hielt sich unweit Kanpurs auf und hatte dort mehr als 15.000 aufständische Soldaten versammelt. Durch ein sehr dichtes Netz an Informanten war er über die britischen Truppenbewegungen und -stärken genau informiert und näherte sich Kanpur, sobald er sicher war, dass Colin Campbells Truppen zu weit von Kanpur entfernt waren, um schnell eingreifen zu können. General Windham versuchte am 26. November, Tantya Tope in einer offenen Schlacht zu stellen, und erlitt dabei eine deutliche Niederlage. Die fliehenden Truppen verschanzten sich im Fort. Im Unterschied zur ersten Belagerung verfügten sie diesmal über ausreichend Proviant. Die neuen Schanzanlagen boten einen besseren Schutz gegen Angriffe. Erneut kam es zu Massakern, als aufständische indische Soldaten die Stadt Kanpur durchsuchten, um die aufzugreifen, die es nicht schnell genug hinter die Verschanzungen geschafft hatten. Mehrere Sikh-Frauen, deren Männer in den Truppen Colin Campbells kämpften, wurden ermordet. Zwei verwundete britische Offiziere, die in indische Gefangenschaft gerieten, wurden demonstrativ an dem Baum in der Nähe des Bibighar erhängt, an dem zuvor James Neill seine indischen Gefangenen hängen ließ. Indern, die Tantya Tope der Kollaboration mit den Briten verdächtigte, wurden die Nasen abgeschnitten und die Hände abgehackt. Der aus Lakhnau herangeeilte Sir Colin Campbell griff am 6. Dezember mit 5.000 Infanterie- und 600 Kavalleriesoldaten die zahlenmäßig überlegenen indischen Truppen an und konnte sie vernichtend schlagen. Tantya Tope konnte entkommen.
Lakhnau war nach dem Abzug der britischen Truppen am 18. November 1857 wieder in indische Hand übergegangen. Ende Februar 1858 führte Colin Campbell erneut britische Truppen zum Angriff auf Lakhnau. Nach mehrtägigem Straßenkampf fiel Lakhnau am 15. März wieder an die Briten. Spätestens mit diesem Sieg konnten sich die Briten einer endgültigen Niederschlagung des Aufstands sicher sein. Indische Truppen kämpften noch während des gesamten Jahres 1858 gegen britische Truppen; die britische Seite war sich des Sieges jedoch so sicher, dass das britische Parlament im August 1858 den Government of India Act verabschiedete, der die größten Teile Indiens in eine Kronkolonie umwandelte. Das Ende des Aufstands wird häufig mit dem Todestag von Tantya Tope gleichgesetzt. Er hatte während des gesamten Jahres 1858 vor allem durch Guerilla-Angriffe den Briten empfindliche Niederlagen zugefügt. Er wurde am 7. April 1859 von seinen eigenen Leuten verraten und am 18. April von den Briten erhängt.

### Opfer
In der in den letzten Jahren veröffentlichten Sekundärliteratur finden sich keine Angaben zur Anzahl der Opfer auf britischer und indischer Seite. Relativ sicher ist lediglich, dass in den Kämpfen 2.757 britische Soldaten fielen. Auf tausend Mannschaftsgrade kamen 27 gefallene Soldaten (2,7 %). Unter den Offizieren starben vier Prozent. Dies ist verglichen mit dem Amerikanischen Bürgerkrieg 1861 bis 1865 und dem Deutsch-Französischen Krieg 1870/71 eine verhältnismäßig geringe Zahl. Viele weitere britische Soldaten fanden allerdings durch Krankheiten den Tod. Allein während eines dreitägigen Marsches im Juli 1858 starben 22 britische Soldaten durch Hitzschlag. Auch die Anzahl der Zivilopfer auf britischer Seite ist trotz zahlreich vorhandener Primärquellen nicht bekannt. William Jonah Shepherd, der durch Zufall die Massaker in Kanpur überlebte, während seine Frau und Kinder den Tod fanden, gelang es selbst unmittelbar nach der Rückeroberung von Kanpur nicht, eine Liste all der Briten und Eurasier aufzustellen, die in Kanpur den Tod fanden. Seine Liste hätte jedoch kein vollständiges Bild der Opfer der britischen Seite gegeben, da dieser Seite auch die indischen Bediensteten zuzurechnen wären, die loyal bei ihren Dienstherren ausharrten und dabei den Tod fanden. Offizielle Dokumente, auf deren Basis sich die Zahl der Opfer abschätzen ließe, wurden zum größten Teil während der Belagerungen und bei den anschließenden Plünderungen zerstört.
Einigkeit besteht darüber, dass die Zahl der Toten auf indischer Seite die auf britischer Seite um ein Vielfaches übertrifft. Hier ist die Quellenlage jedoch nochmals deutlich dürftiger als für die britische Seite. Es gibt einige Primärquellen, die die Ereignisse aus indischer Sicht schildern. Sie entstanden überwiegend zu der Zeit, als sich die britische Seite unmittelbar nach oder gar während des Aufstands von 1857 um eine Aufklärung einzelner Ereignisse bemühte. Saul Ward schreibt zu diesen Quellen, dass die Neigung einiger Inder, den Briten nur zu erzählen, was diese hören wollten, gewöhnlich der Neigung der Briten entsprach, nur das wahrzunehmen, was sie für zutreffend hielten. Dies erschwert eine beiden Seiten gerecht werdende Beschreibung der Ereignisse und macht eine Bestimmung indischer Opferzahlen unmöglich.

## Auswirkungen

### Reaktionen in Großbritannien

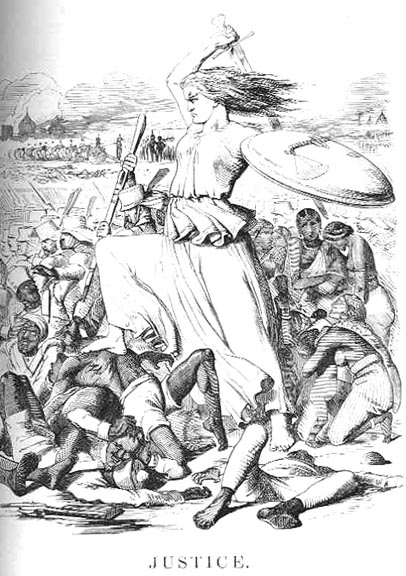
Gerechtigkeit – zeitgenössische Karikatur im Magazin Punch

Nach dem Urteil des 1811 in Indien geborenen William Thackeray waren die Kenntnisse seiner britischen Zeitgenossen über Indien sehr gering. Nach seiner Ansicht war es für viele seiner Mitbürger vor dem Ausbruch von 1857 ein Land mit märchenhaften Zügen und großem Reichtum. Die meisten hielten seine Einwohner für schwache, friedliebende Anhänger abergläubischer Religionen. Für die britische Mittel- und Oberschicht war Indien nach wie vor das Land, in dem nicht erbberechtigte jüngere Söhne Karriere machen konnten. Nur eine sehr geringe Anzahl von Briten hatten eine Vorstellung von indischen Sprachen, der Literatur und Philosophie oder genauere Kenntnisse der indischen Geschichte. Als die ersten Nachrichten über den Aufstand in Merath und Delhi Großbritannien am 27. Juni 1857 erreichten, traf es die britische Bevölkerung mit traumatischer Wucht. Viele nahmen den Aufstand in Indien als Zeitenbruch und große nationale Krise wahr, forderten Rache für die ermordeten Briten und verehrten Offiziere wie James Neill, John Nicholson, Henry Havelock, Colin Campbell und William Hodson als Heroen. Charles John Canning, der sich darum bemühte, den Aufstand mit Augenmaß zu beenden, wurde in der Presse als „Timid Canning“ oder „Clemency Canning“ verspottet. Unterstützung fand er bei Queen Victoria, die sich besorgt über die unchristlichen Rachegelüste ihrer Landsleute zeigte und „mit Vehemenz eine undifferenzierte Verurteilung der Sepoys ablehnte“.
Eine große Anzahl gebildeter Briten erkannte desillusioniert eine große Kluft zwischen dem eigenen nationalen Selbstbild und der Fremdwahrnehmung ihrer vermeintlich dankbaren imperialen Subjekte. Große Teile der Presse prägten zwar ein stereotypes Bild vom vergewaltigenden, folternden und verräterischen Sepoy; sehr bald setzte aber eine differenzierte Berichterstattung ein. William Howard Russell, ein Kriegskorrespondent der Times, war ab Herbst 1857 in Indien und berichtete kritisch über die Niederschlagung des Aufstands. Er prophezeite einen Zusammenbruch des Britischen Empires aufgrund eines politischen und moralischen Versagens des Imperialismus und konfrontierte seine Leser mit den Kriegsverbrechen, die die britische Seite beging. In seinen später veröffentlichten indischen Tagebüchern hielt er fest, dass die Aufständischen in Oudh in einem patriotischen Krieg ihr Vaterland verteidigten und deshalb als ehrenhafte Feinde zu behandeln seien. Ähnlich differenziert setzte sich die britische Historiographie mit den Ereignissen auseinander. Charles Ball zitierte in seiner ca. 1860/1861 erschienenen Geschichte des indischen Aufstands noch unkritisch und undifferenziert auch fragwürdige Augenzeugenberichte. Er konfrontierte seine Leser aber auch mit der Brutalität der britischen Vergeltungsmaßnahmen. Sehr viel kritischer analysierte Montgomery Martin den Aufstand in Indien. Christopher Herbert bezeichnet dieses Werk als das, was am weitesten von der im 19. Jahrhundert weit verbreiteten eurozentrischen Sichtweise des indischen Aufstands entfernt war, die den Aufstand vor allem als ein Drama mit diabolischen Sepoys und heroischen britischen Helden und Märtyrern darstellte. Ein bezeichnender Wandel in der britischen Historiographie erfolgte allerdings erst im Jahre 1924 mit Edward John Thompsons The other Side of the Medal, der seine kritische Darstellung des Aufstandes als Ausgangspunkt einer Kritik des britischen Imperialismus in Indien nutzte.
Die britische Öffentlichkeit setzte sich mit den Ereignissen stärker auseinander als mit dem Krimkrieg, obwohl die Zahl der britischen Opfer im Krimkrieg deutlich höher gewesen war. Die intensive Auseinandersetzung zeigt sich in einer sehr hohen Zahl an Erinnerungen, Biografien und bildlichen Darstellungen. Bis 1947 erschienen in Großbritannien nicht weniger als achtzig Romane, deren Handlung vor dem Hintergrund des indischen Aufstands von 1857 spielte.

### Reorganisation Indiens

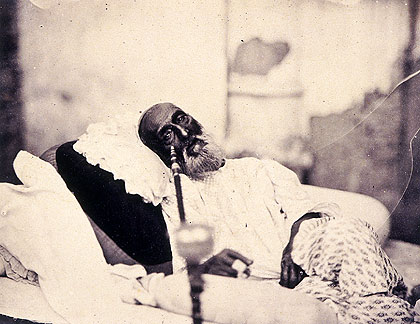
Dieses Foto zeigt Bahadur Shah II. im Alter von 82 Jahren kurz vor seiner Verurteilung in Delhi 1858. Es ist möglicherweise die einzige Fotografie, die je von einem Mogulkaiser gemacht wurde.

Nach der Niederwerfung des Aufstands wurde die Britische Ostindien-Kompanie aufgelöst, da die britische Regierung in deren Praktiken bei der Behandlung der indischen Bevölkerung die Hauptursache für den Aufstand sah. Britisch-Indien wurde zu einer formellen Kronkolonie. Der letzte nur noch nominell regierende 80-jährige Großmogul Bahadur Shah Zafar II. wurde abgesetzt und nach Birma verbannt, wo er 1863 starb.
Im Verlauf der kommenden Jahrzehnte sollte die Kluft zwischen Briten und Indern, also Kolonialherren und imperialen Subjekten, noch weiter auseinanderbrechen. In der von der britischen Presse geprägten Vorstellungswelt der Briten manifestierten sich jene Stereotype vergewaltigender, folternder und verräterischer Sepoys. Die Briten waren in den folgenden Jahren um eine enge Bindung der indischen Aristokratie an die britische Administration bemüht und sahen von extensiven gesellschaftlichen und wirtschaftlichen Reformen ab. Jegliche religiöse Intervention wurde unterbunden, was zu einem Aufblühen der orthodoxen Strömungen des Hinduismus führte. Während Großbritannien unter der Politik der Nichteinmischung die agrarwirtschaftlichen Gewinne Indiens für sich zu sichern versuchte, erlebte die indische Gesellschaft eine lange Phase des Stillstands oder, wie Klein es formuliert, „the development of underdevelopment“.
Der am 8. April gehängte Mangal Pandey wird gemeinhin als erster Unabhängigkeitskämpfer Indiens verehrt. Die jugendliche Rani von Jhansi Lakshmibai wurde hier durch ihren standhaften Widerstand bei der Verteidigung der Festung Jhansi sowie in den nachfolgenden Gefechten und ihren frühen Tod zur Volksheldin Indiens (die „Jeanne d’Arc von Indien“).

## Orte der Erinnerung an den Aufstand von 1857

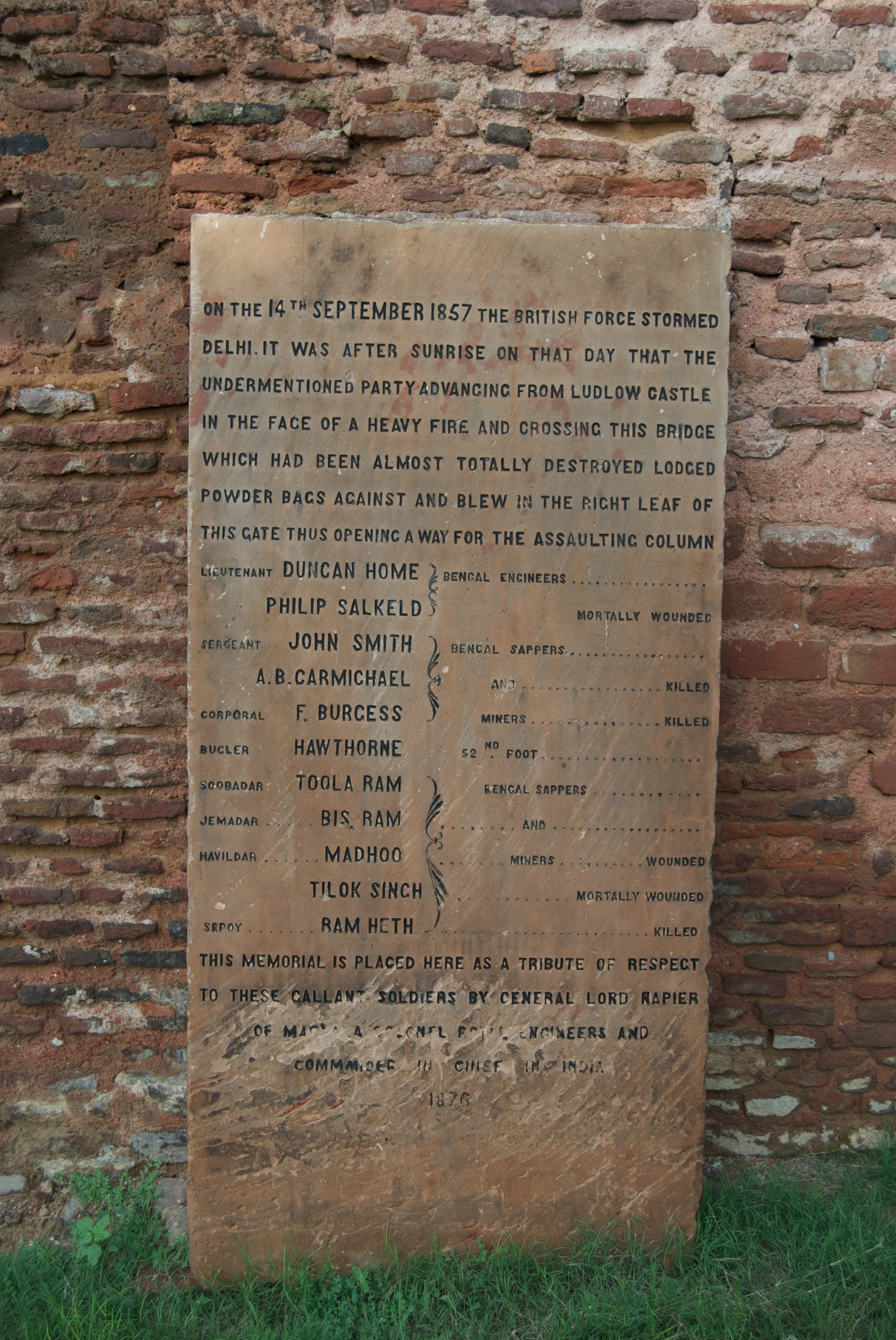
Steintafel am Kaschmirgate zur Erinnerung an die Rückeroberung am 14. September 1857

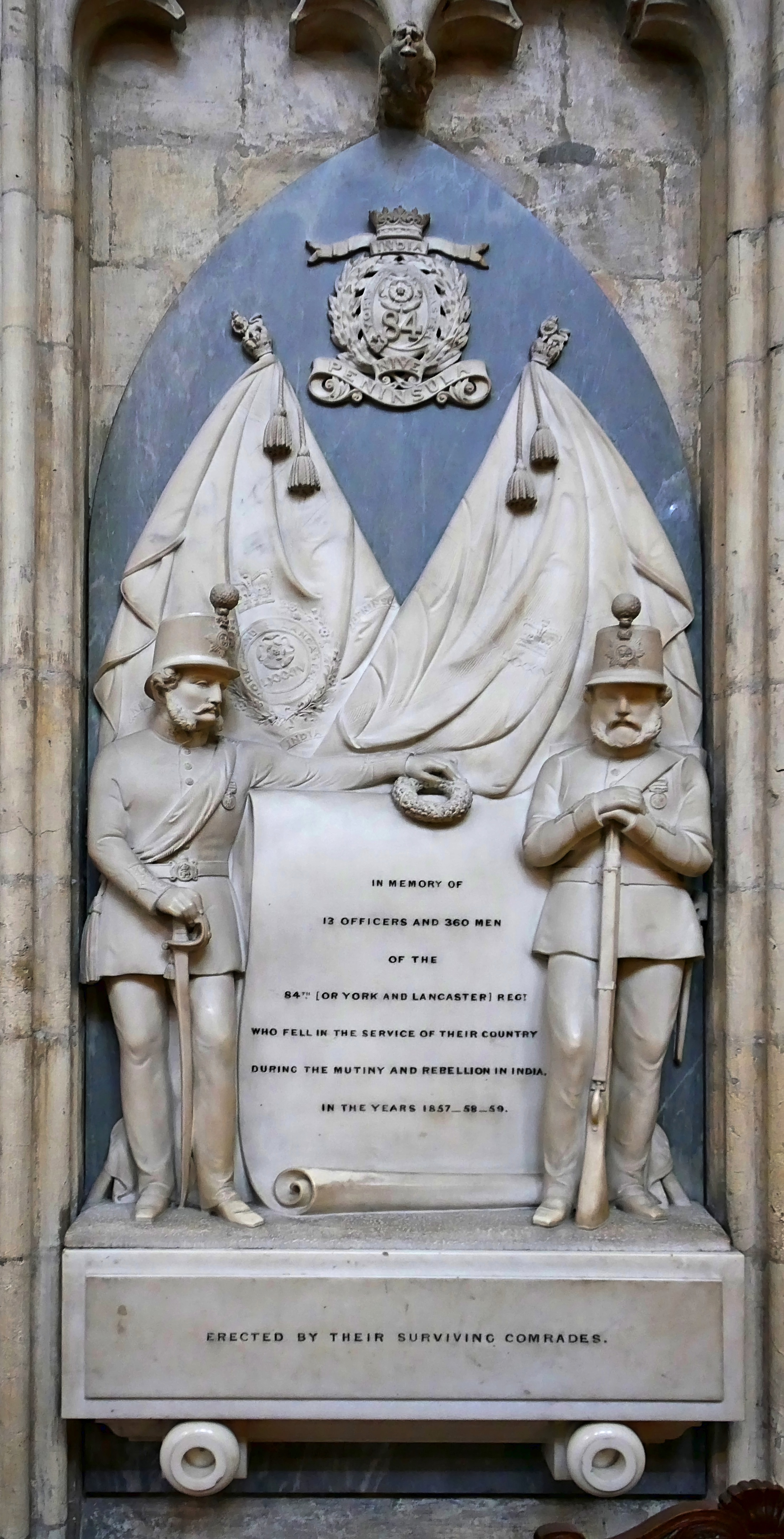
Gedenktafel für die gefallenen Britischen Soldaten des York and Lancaster reg. im York Minster

Eine Reihe von Gebäuden und Orten, die während des Aufstands von 1857 eine Rolle spielten, erinnern heute mit Denk- und Grabmälern sowie Hinweistafeln an die Geschehnisse der Jahre 1857 bis 1859. Das Rote Fort in Delhi zählt seit 2007 zum Weltkulturerbe der UNESCO. Dort ist unter anderem die private Audienzhalle (Diwan-i-Khas) öffentlich zugänglich, vor der sich am 11. Mai 1857 die aufständischen Sepoys versammelten. Das Kaschmirtor in Delhi, das zu Beginn des Aufstands und während der Rückeroberung Ort heftiger Kämpfe war, ist heute ein Nationalmonument. In der in seiner Nähe befindlichen St. James Church erinnern zahlreiche Tafeln an britische Regimenter sowie Einzelpersonen, die während des indischen Aufstands eine Rolle spielten. In Merath finden sich auf dem Friedhof der ehemaligen britischen Garnison die Gräber der britischen Opfer, die am Abend und in der Nacht des 10. Mai 1857 ums Leben kamen. Sikandar Bagh, in dem während der Rückeroberung von Lakhnau zahlreiche Inder ums Leben kamen, ist wieder aufgebaut worden und beherbergt heute das National Botanical Research Institute von Indien. An der Stelle, an der sich die Garnison von Kanpur über Wochen verteidigte, wurde von den Briten kurz nach Beendigung des Aufstands eine große Kirche errichtet, die heute noch erhalten ist und in der auf Steintafeln die Namen der britischen Personen festgehalten sind, die während der Belagerung ums Leben kamen. Im Boden rund um die Kirche markieren Steine den Verlauf des Verteidigungswalls. Um den Brunnen, in den die Opfer des Massakers im Bibighar geworfen wurden, wurde von den Briten ein Park gestaltet, der bis zur Unabhängigkeit Indiens nur Europäern und indischen Christen zugänglich war. Der Park wurde nach der Unabhängigkeit Indiens umgestaltet. Denkmäler im Park erinnern an Nana Sahib und Tantya Tope. Der Baum, an dem die Briten 1857 Hunderte Inder erhängten, auch wenn nur ein geringfügiger Anlass zu dem Verdacht bestand, dass sie an den Massakern beteiligt waren, befindet sich gleichfalls in dem Park. Der Baum ist mittlerweile umgestürzt.

## Bibliographie
- Harold E. Raugh jr.: The Raugh bibliography of the Indian Mutiny, 1857-1859. Helion, Solihull 2015. 903 S. – „Quite a definitive bibliography“ (Raugh).